# マーキュリー・クーガー
マーキュリー・クーガー（Mercury Cougar）は、1967年から1997年および1999年から2002年まで販売された車種で、フォードのマーキュリー部門より販売された。クーガーは製造中のさまざまな時期に、コンバーチブル、4ドアセダン、ステーションワゴン、およびハッチバックとしても販売された。
クーガーは、マーキュリー・ブランドの中で最も売れた自動車であり、34年間で2,972,784 台が製造された。製造期間は、マーキュリーの車種の中ではグランドマーキス（36年間生産）に次いで2番目に長い。1970年代から1980年代にかけて、クーガーはマーキュリー部門のマーケティングと密接に結びついていた。マーキュリーは、リンカーン・マーキュリーのディーラーの看板の上に大きな猫を乗せた「猫の看板」でディーラーを宣伝した。ボブキャットやリンクスのように、猫にちなんだネームプレートが採用された。

## 概要
クーガーは生産の大部分においてマーキュリー部門の伝統に従い、フォード車のマーキュリー版として販売された。これらのモデルは、グリルや照明コンポーネントからほぼ外装全体に至るまでの範囲の外装によって区別され、クーガーは生産を通じてフォード車とプラットフォームを共有していた。
最初の2世代では、クーガーはフォード・マスタングから派生してポニーカーとして開発された。後にこれは、同じくマーキュリーのサイクロンに取って代わった。
3代目と4代目では、クーガーは中級クラスのフォード・トリノのシャシーを採用した。モンテゴの上に位置するクーガーは、フォード (グラントリノ) エリートの後継車となった。4代目は 2 つのモデルラインに分割され，モンテゴ（フォード LTD IIと同じ位置付けの後継車）に代わって、クーガーXR-7 がフォード・サンダーバードの兄弟車になった。
5代目、6代目となるクーガーは小型化され、コンパクトなフォックスのシャーシを採用した。クーガーXR7は再びサンダーバードに合流し、標準のクーガーはフォード・グラナダ（マーキュリー・モナークの代替）に相当する。6代目クーガー（XR7 に代わる）は、モデルラインを2ドアクーペスタイルのみに戻した。
7代目のクーガーには、MN12プラットフォームが導入された。サンダーバード（およびリンカーン・マークVIII）とシャーシを共有するこのモデルラインは、1997年モデルまで2ドアクーペとして生産された。
8代目となるクーガーは、スポーツコンパクトハッチバックとして 1999年に復活した。本来ならばフォード・プローブの3代目としてリリースされる予定だったが、開発が完了に近づくにつれて、モデルラインはマーキュリーに移行した。フォード・コントゥアとシャシーを共有するクーガーは、直接の対応車が存在しない唯一のバージョンである（ただし、モデルラインには輸出用にフォード・クーガーのバッジが付けられていた）。
基本的に、クーガーにはXR-7と呼ばれる上級グレードが、8代目を除いてすべての世代に設定されていた。
クーガーは、34年の長いモデルラインの期間中に次のように生産拠点が変わっている。
- 1967年 - 1973年：ディアボーン組立工場（ミシガン州ディアボーン）
- 1968年 - 1969年初頭：サンノゼ組立工場（カリフォルニア州ミルピタス）
- 1974年 - 1997年：ロレイン組立工場（オハイオ州ロレイン）
- 1999年 - 2002年：フラット・ロック・アセンブリー（ミシガン州フラットロック）

## 開発
1962年のT-5プロジェクト（フォード・マスタング）の設計提案から始まり、リンカーン・マーキュリーは自社の独自バージョンの車両を生産しようとした。フォードは両方のモデルラインに対して当初懐疑的であったが、マスタングの発売が成功したことを受けて、マーキュリー側は1964年半ばに承認された。クーガーの名前は、マスタングの受賞デザインから採用された。
クーガーは、フォード・マスタングとフォード・サンダーバードの間の市場ポジションを狙って、高級タイプのポニーカーとして設計された。このモデルラインはマスタングよりも優れた快適性と機能を提供しながら、サンダーバードよりも静粛性が向上するように調整されている。

## 初代 (1967年 – 1970年)
1966年9月30日に発売されたクーガーは当初の販売予測をはるかに上回り、1967年にはリンカーン・マーキュリー部門全体の販売のほぼ40%を占めることになる。マスタングとは対照的に、クーガーは当初2ドアハードトップとしてのみリリースされた。基本価格は2,854ドルで、マスタングよりも284ドル高価だった。フルオプションのXR-7は4,500ドルで、サンダーバードの基本価格と同じだった。
1967年のモータートレンド・カー・オブ・ザ・イヤーを、マーキュリーブランドの車としては初めて受賞した。

### シャシー

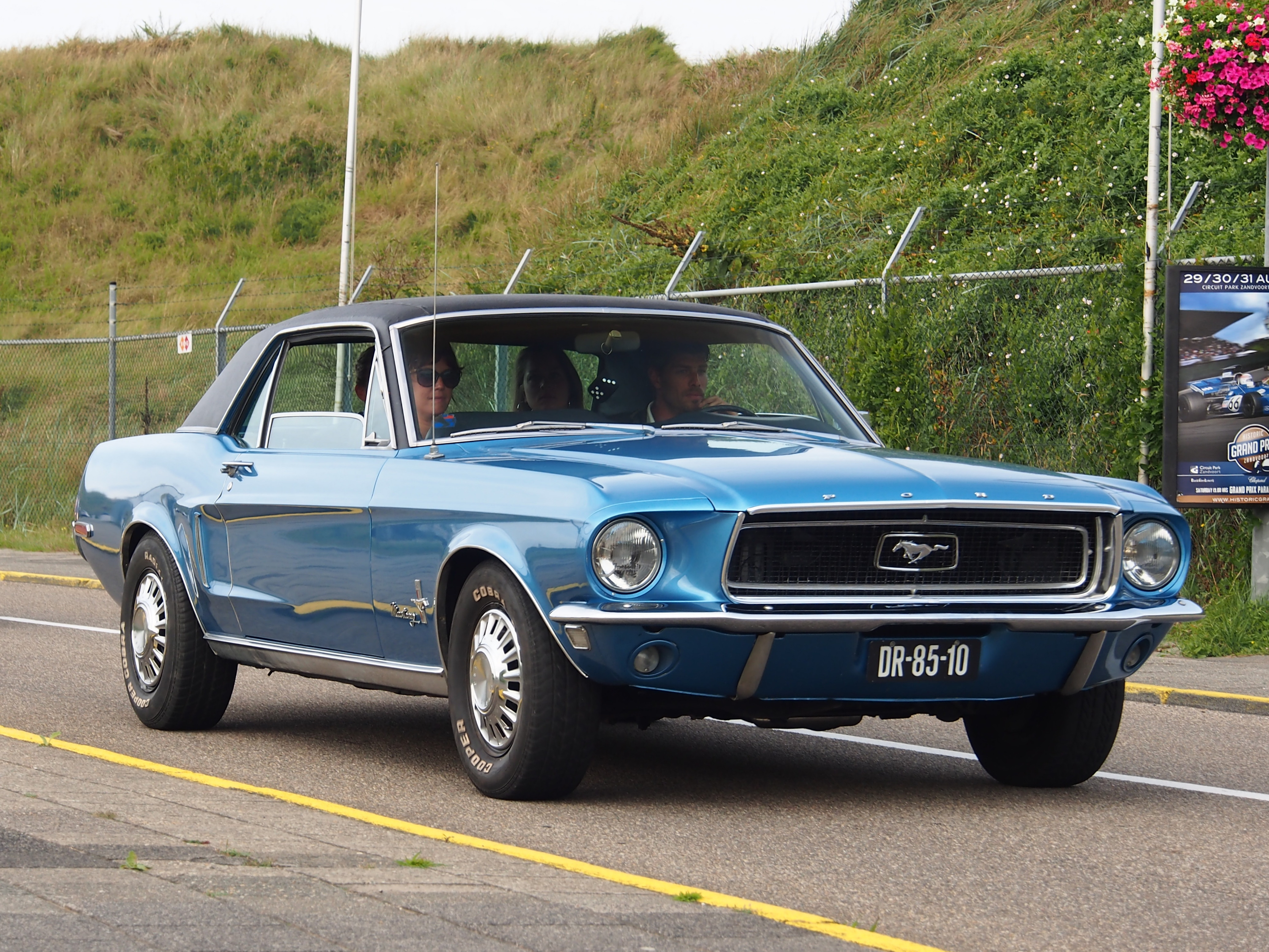
クーガーの大部分はマスタングと共通している

社内ではT-7と呼ばれていた初代クーガーは、1967年に改良されたマスタングとシャシーを共有している。ホイールベースは3インチ (76 mm)延長されて111インチ (2,800 mm)になっている。どちらの車両も、後輪駆動のフォード・ファルコンのユニボディ・コンパクト・シャーシ・アーキテクチャを基礎としている。1969年にはマスタングのマイナーチェンジに合わせて、クーガーもシャーシまわりをリファインした。

### パワートレイン

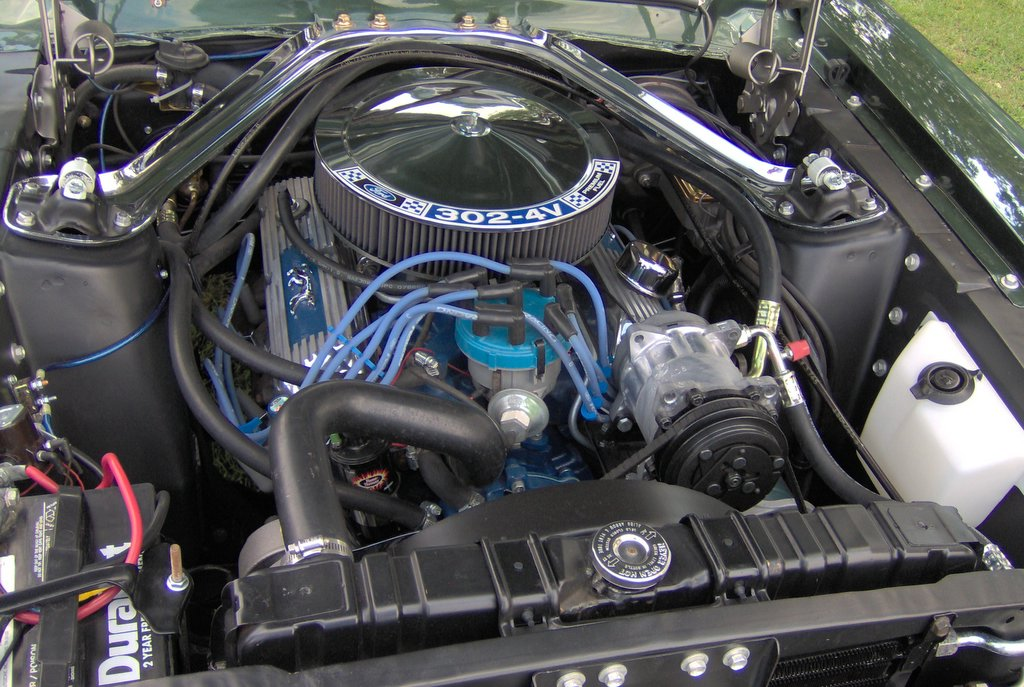
ウィンザー302エンジン(4バレル)

エンジンはV型8気筒のみ設定され、標準は4.7 Lで、2バレル（200馬力）または4バレルキャブレター（225馬力）が搭載された。また、オプションで6.4 Lエンジンも設定された。
1968年、4.7Lエンジンは一時的に、新しい排出ガス基準に合わせて設計された4.9 Lエンジンに置き換えられた。このエンジンは210馬力 (160 kW) (2バレル) と230馬力 (170 kW) (4バレル) を発生し、前者は XR-7 で標準になった。ところがその年の半ばには、より低圧縮の4.7L V8エンジンが復活した。こちらは2バレルの「マローダー 390P」がGT以外のクーガー向けに導入され、280馬力 (210 kW)を発生する。新しく導入された GT-E は 427立方インチ (7.0 L) V8エンジンを搭載して導入され、公式での最高出力は390馬力 (290 kW) を記録した。オプションとして、428コブラジェットラムエアが1968年4月1日から設定され、335馬力 (250 kW)を記録した。 428コブラジェットはGT-Eの427に代わって登場したものである。
1969年の改良では、エンジンのラインナップがさらに変更された。 289 は完全に廃止され、2バレルの351立方インチ「ウィンザー」V8がクーガーの標準エンジンとなった。390 は320馬力の4バレルとしてのみ提供された。 428コブラジェットはラインナップ最高の出力を誇り、335馬力（ラムエアの有無にかかわらず）を発生する。この428コブラジェットに、「ドラッグパック・オプション」と呼ばれるドラッグレース用のチューニングを前提に調整されたオプションを選択したものが「428スーパーコブラジェット」である。
同年、マーキュリーはクーガーエリミネーターの導入に合わせて、1969年4月1日にBoss 302 V8を導入した (エリミネーター専用)。販売資料にはBoss 429 がクーガーエリミネーターのオプションエンジンとして示されていたが、クーガーがそれを搭載して一般販売されることはなかった。 2台のBoss 429搭載車は、「ファスト・エディ」シャルトマンと「ダイノ・ドン」ニコルソンのファクトリードラッグカーとして生産された。ちなみにBoss 302とBoss 429はそれぞれ、SCCAトランザムとNASCARグランナショナルのホモロゲーションモデルにあたる。
1970年モデルには 2 バレルの 351 がベース エンジンのままで、4バレルエンジンは 351 立方インチの「クリーブランド」 V8 に置き換えられた。このエンジンは排気量は変わらないものの、まったく新しい設計となった。 390は廃止され、428コブラジェットが高性能エンジンのオプションとして Boss 302 と並んで残った。

#### 搭載されたエンジン
年式は初登場したモデルの年号を記載している。無印のグレードについては(標準グレード)または(標準グレードのオプション)として表記した。また、エンジンはすべてV型8気筒のガソリンエンジンである。
| 年式 | 搭載されたグレード名                                                       | エンジン名                          | 排気量                              | 最高出力                                      | 最大トルク                                                             |
| ---- | -------------------------------------------------------------------------- | ----------------------------------- | ----------------------------------- | --------------------------------------------- | ---------------------------------------------------------------------- |
| 1967 | (標準グレード)                                                             | チャレンジャー289 C-code(2バレル)   | 4.7 L                               | 200 hp (149 kW; 203 PS) / 4,400 rpm           | 282 lb⋅ft (382 N⋅m) / 2,400 rpm                                        |
| 1967 | (標準グレードのオプション)                                                 | チャレンジャー289 A-code(4バレル)   | 4.7 L                               | 225 hp (168 kW; 228 PS) / 4,800 rpm           | 305 lb⋅ft (414 N⋅m) / 3,200 rpm                                        |
| 1967 | GT、 (標準グレードのオプション)                                            | マローダー390 GT                    | 6.4 L                               | 320 hp (239 kW; 324 PS) / 4,800 rpm           | 427 lb⋅ft (579 N⋅m) / 3,200 rpm                                        |
| 1968 | XR-7                                                                       | チャレンジャー302 (2バレル)         | 4.9 L                               | 210 hp (157 kW; 213 PS) / 4,400 rpm           | 295 lb⋅ft (400 N⋅m) / 2,600 rpm                                        |
| 1968 | XR-7 (オプション)                                                          | チャレンジャー302 (4バレル)         | 4.9 L                               | 230 hp (172 kW; 233 PS) / 4,800 rpm           | 310 lb⋅ft (420 N⋅m) / 2,800 rpm                                        |
| 1968 | XR-7 (オプション)                                                          | マローダー 390P                     | 6.4 L                               | 280 hp (209 kW; 284 PS) / 4,400 rpm           | 403 lb⋅ft (546 N⋅m) / 2,600 rpm                                        |
| 1968 | GT、 XR-7 (オプション)                                                     | マローダー390 GT                    | 6.4 L                               | 325 hp (242 kW; 330 PS) / 4,800 rpm           | 427 lb⋅ft (579 N⋅m) / 3,200 rpm                                        |
| 1968 | GT-E                                                                       | クーガー427E V8                     | 7.0 L                               | 390 hp (291 kW; 395 PS) / 5,600 rpm           | 460 lb⋅ft (624 N⋅m) / 3,200 rpm                                        |
| 1968 | 428コブラジェット                                                          | FE428 Cobra Jet                     | 7.0 L                               | 335 hp (250 kW; 340 PS) / 5,200 rpm           | 440 lb⋅ft (597 N⋅m) / 3,400 rpm                                        |
| 1969 | (標準グレード)、XR-7                                                       | チャレンジャー351W (2バレル)        | 5.8 L                               | 250 hp (186 kW; 253 PS) / 4,600 rpm           | 355 lb⋅ft (481 N⋅m) / 2,600 rpm                                        |
| 1969 | エリミネーター、 (標準グレードのオプション)、XR-7 (オプション)             | チャレンジャー351W (4バレル)        | 5.8 L                               | 290 hp (216 kW; 294 PS) / 5,800 rpm           | 290 lb⋅ft (393 N⋅m) / 4,300 rpm 385 lb⋅ft (522 N⋅m) / 3,200 rpm (AT車) |
| 1969 | (標準グレードのオプション)、XR-7 (オプション)、エリミネーター (オプション) | Cobra Jet 428                       | 7.0 L                               | 335 hp (250 kW; 340 PS) / 5,200 rpm           | 440 lb⋅ft (597 N⋅m) / 3,400 rpm                                        |
| 1969 | Cobra Jet 428 Ram Air                                                      | 335 hp (250 kW; 340 PS) / 5,200 rpm | 7.0 L                               | 440 lb⋅ft (597 N⋅m) / 3,400 rpm               |                                                                        |
| 1969 | エリミネーター (オプション)                                                | Boss 302 (4バレル)                  | 4.9 L                               | 290 hp (216 kW; 294 PS) / 5,200 rpm           | 290 lb⋅ft (393 N⋅m) / 4,300 rpm                                        |
| 1969 | [ 注釈 1 ]                                                                 | Boss 429                            |                                     |                                               |                                                                        |
| 1970 | エリミネーター、 (標準グレードのオプション)、XR-7 (オプション)             | チャレンジャー351W (4バレル)        | 5.8 L                               | 300 hp (224 kW; 304 PS) / 5,400 rpm (4バレル) | 380 lb⋅ft (515 N⋅m) / 3,400 rpm                                        |
| XR-7 | 351C-4V                                                                    | 5.8 L                               | 300 hp (224 kW; 304 PS) / 5,400 rpm | 380 lb⋅ft (515 N⋅m) / 3,400 rpm               |                                                                        |

### 1967年 – 1968年モデル

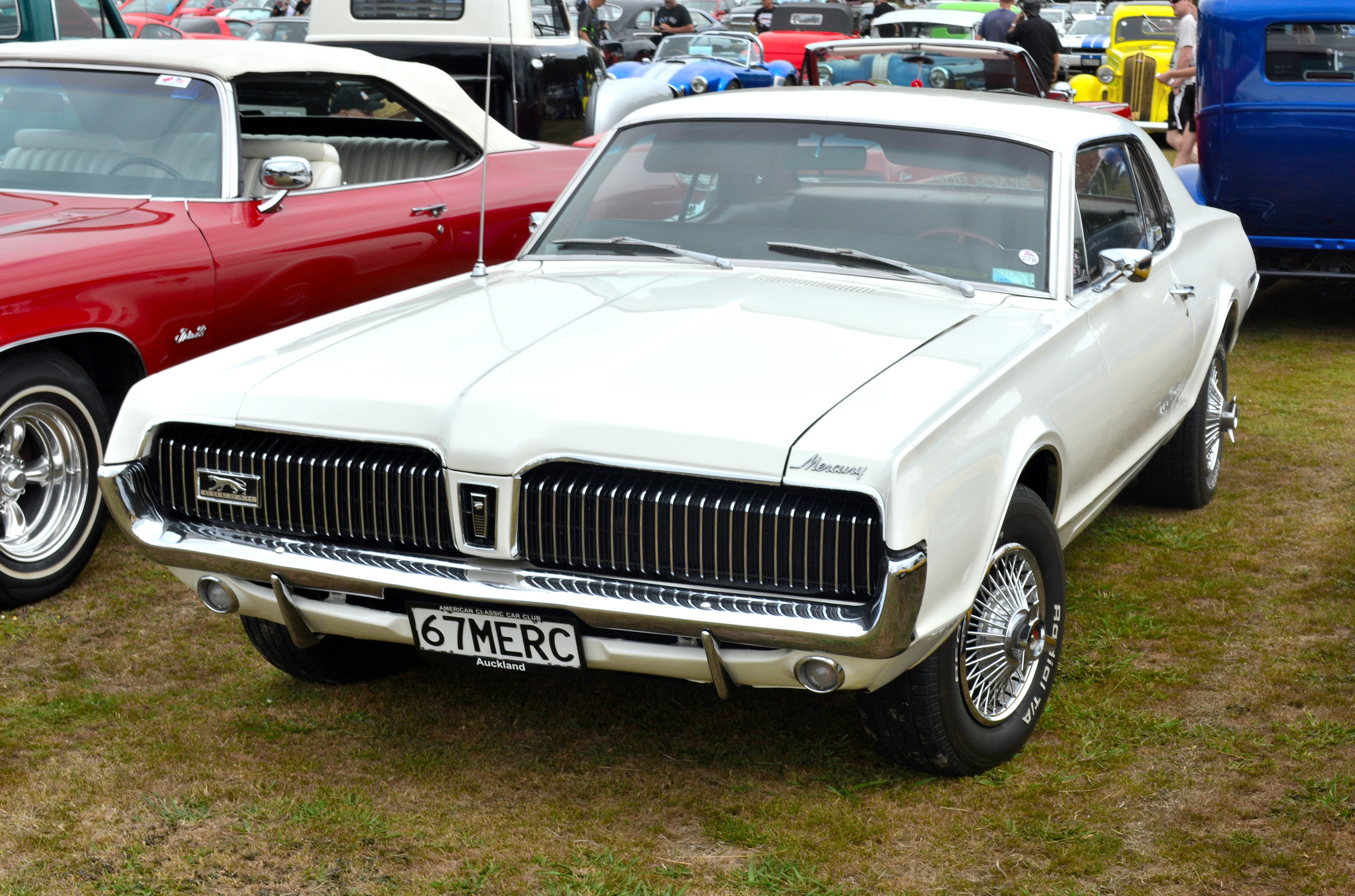
1967年モデル

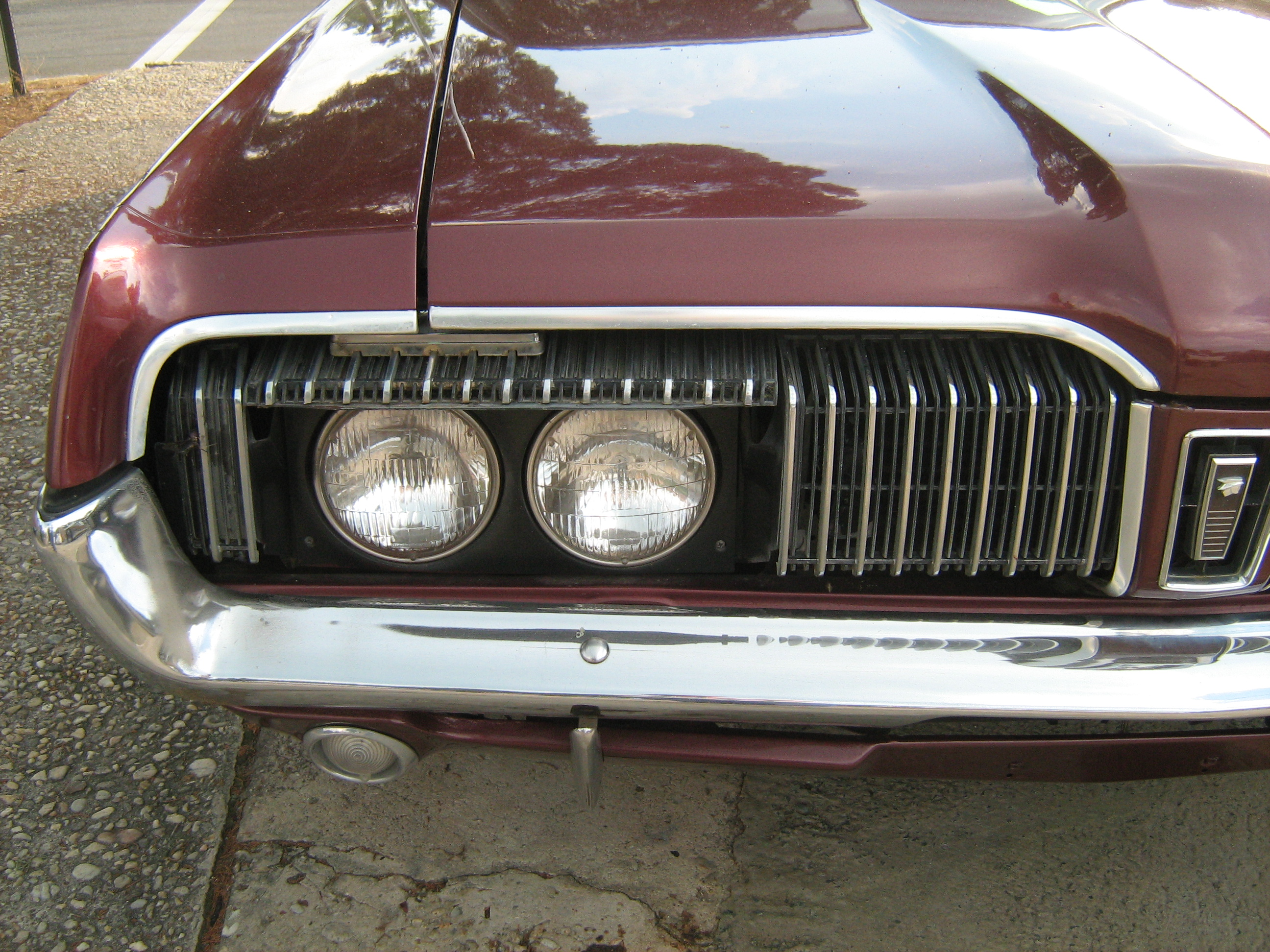
ヘッドランプ。使用しないときはグリル内に隠れる。

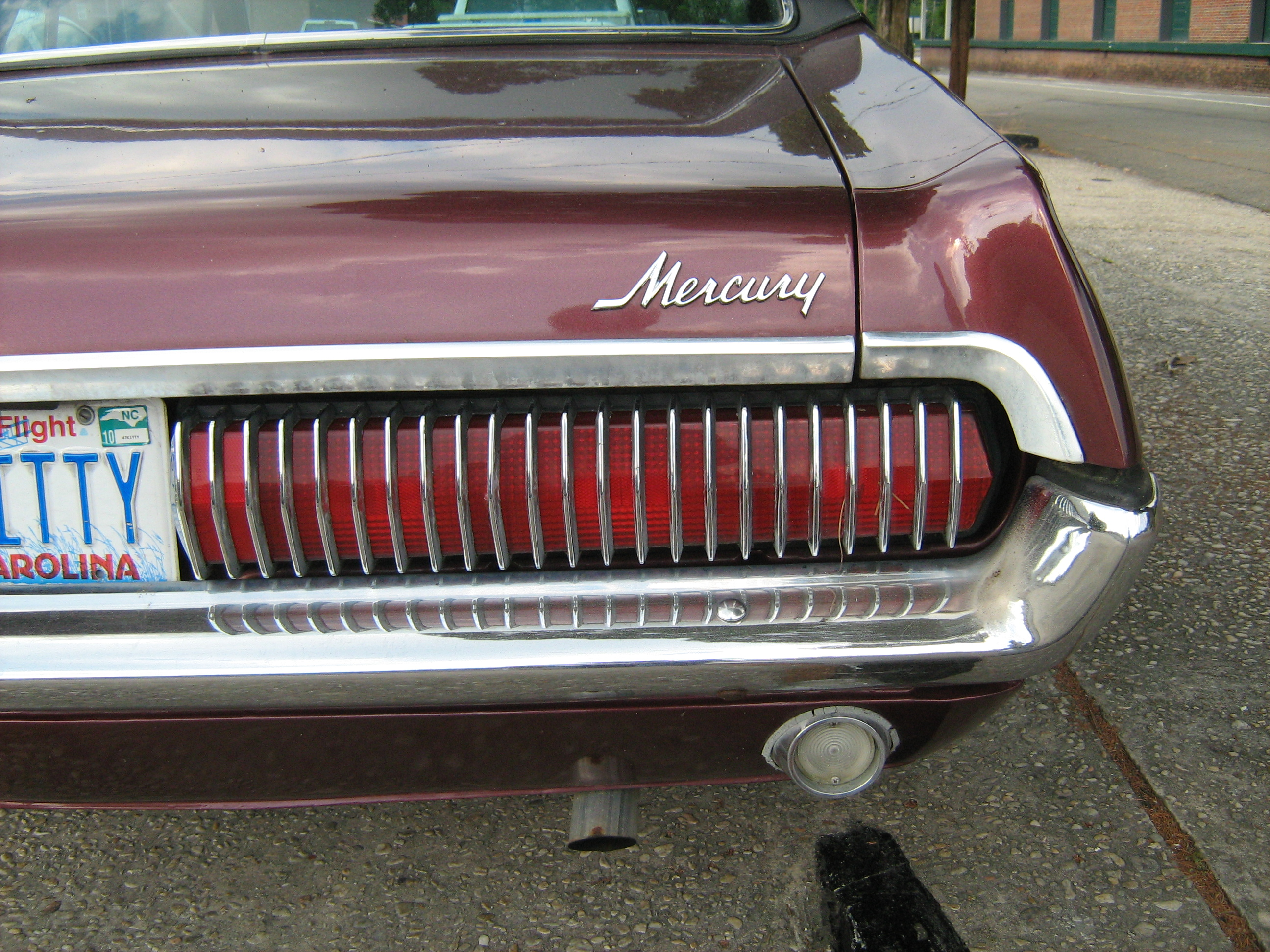
テールランプ。ヘッドランプ同様に目立たないようになっている。

当初マスタングのバッジを付け直したバージョンとして開発された最初期のクーガーは、マスタングの人気のある「ロングフード、ショートデッキ」プロポーションはそのままに、独自のボディ設計を一から採用した。このモデルラインは「ヨーロッパ風」のスタイルと機能を備えたものとして販売された。ヘッドランプをグリル内に隠し備えた最初のリンカーン・マーキュリーブランドの車両でもある。 ドアは、デュアルバキュームアクチュエーター (ヘッドライト、ドアごとに 1 つ) によって駆動される。バキュームはエンジンによって提供され、フェンダー下のリザーバーに蓄えられる。エクステリアは、垂直にスラットされたクロムトリムを特徴とする、分割された「電気シェーバー」グリルが特徴的である。リアフェイシアも同様のスタイルで、ダークレンズのテールランプを垂直スラットトリムの後ろに隠している。シーケンシャルウインカーを標準装備（サンダーバードの機構を採用）。
XR-7 へのアップグレード(185ドル)は、ヨーロッパにさらなる影響力をもたらした。木目調のダッシュボード、フル計装 (ブラックフェイスのゲージ)、トグルスイッチ、およびオーバーヘッドコンソールが装備されている。オートマチックトランスミッションを選択した場合には、Tハンドルコンソールシフターが取り付けられた。クーガーには、パワーウィンドウを除いて、ほぼすべてのマーキュリーのオプション（スピードコントロールを含む）が提供された。 「チルトアウェイ」ステアリングホイールも提供され、運転席のドアが開き、トランスミッションが「パーキング」にあり、イグニッションがオフのときに上方にスイングして邪魔にならないパワー操作ステアリングコラムを採用した。
1968年モデルにて、クーガーにはアメリカにおける自動車の安全規定への準拠に関連する改良が加えられ、サイドマーカーライトとフロントアウトボードショルダーベルト (サッシュベルト、ショルダーハーネス) が追加された。フォードモーターカンパニーとしては初めて、1968年型クーガーには電動サンルーフがオプションとして装備された。ボッシュが調達したサンルーフアセンブリは、ミシガン州サウスゲートのアメリカンサンルーフコーポレーションによって製造された。

### 1969年 - 1970年モデル

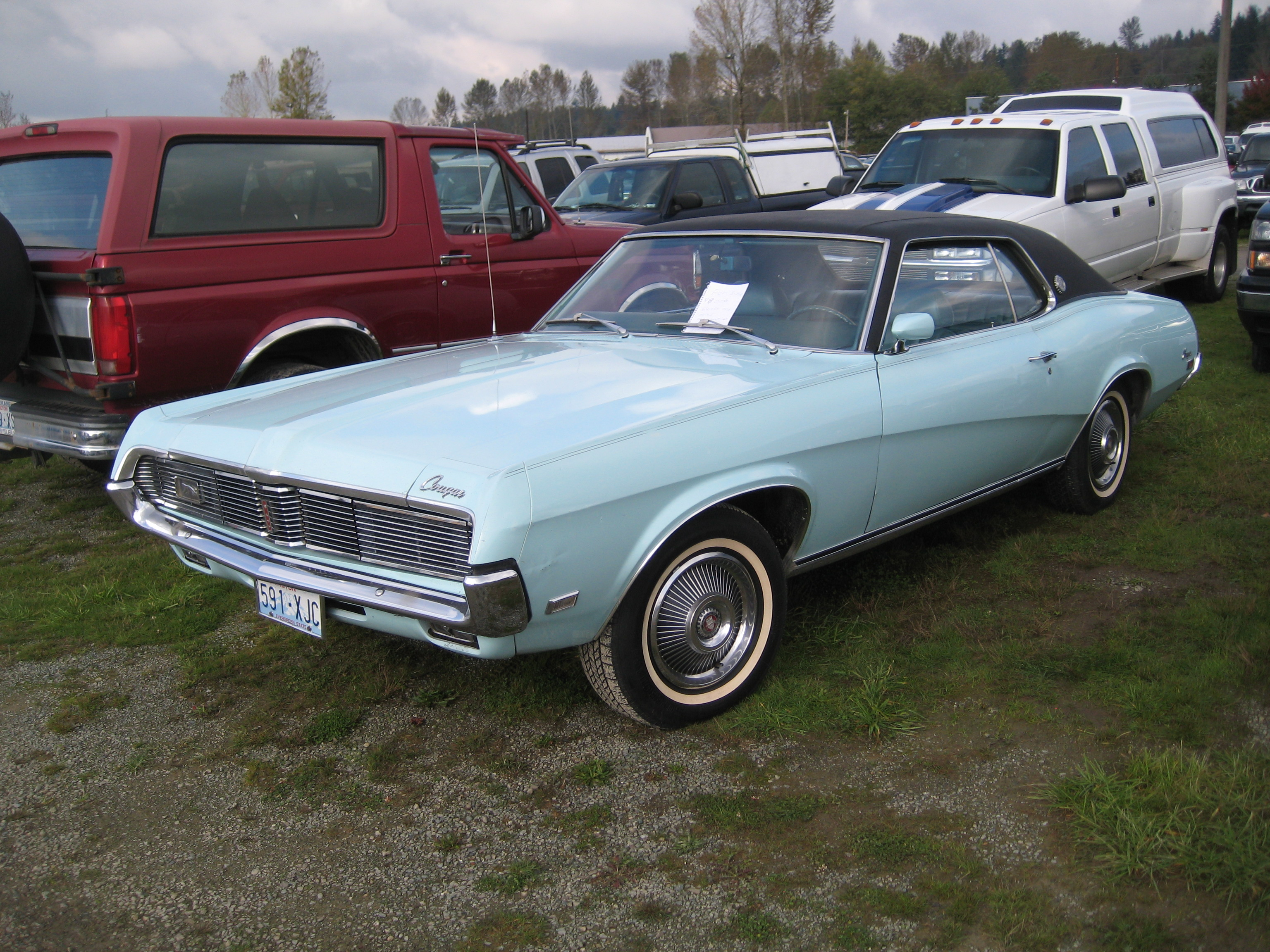
1969年モデル

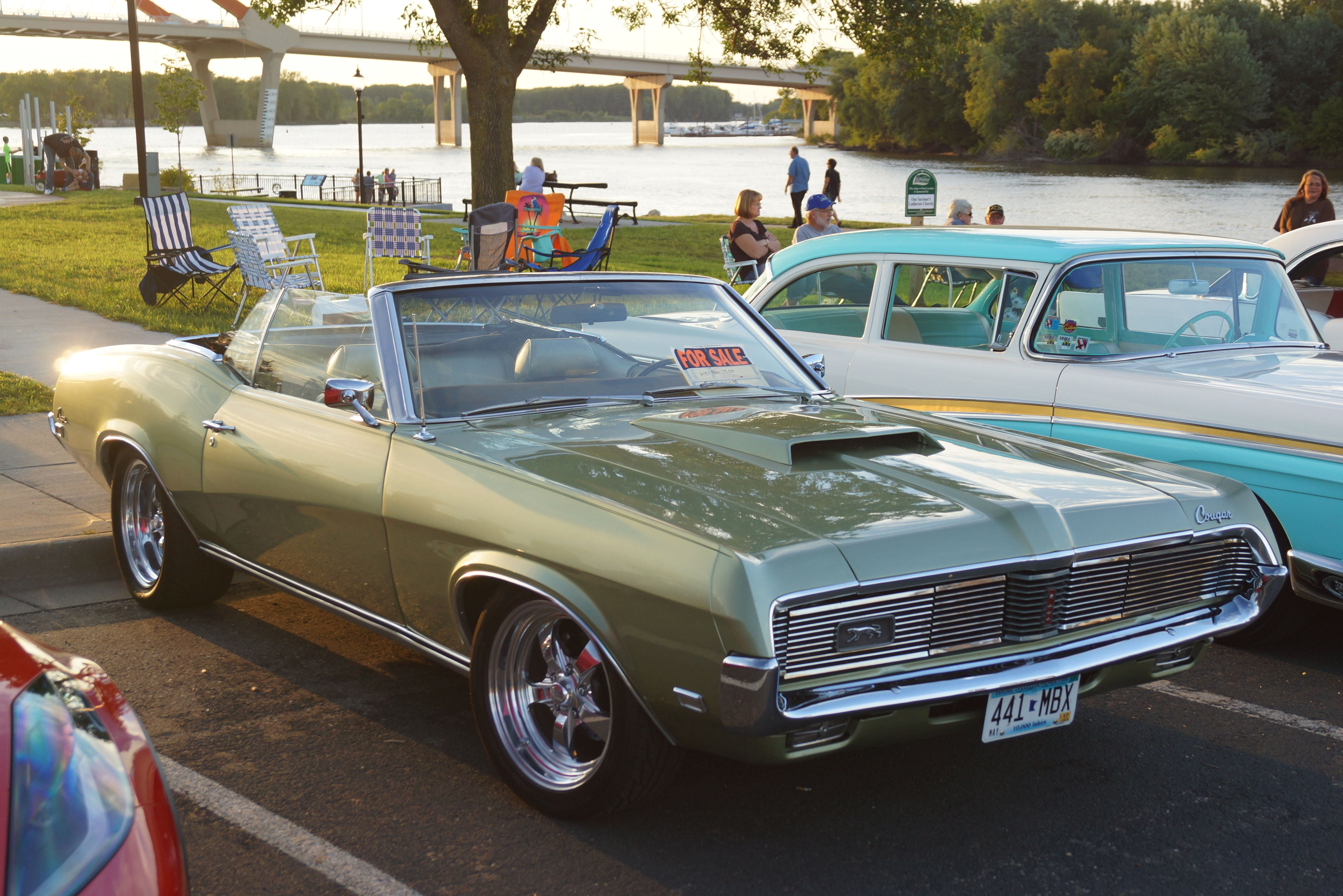
1969年モデル、コンバーチブル

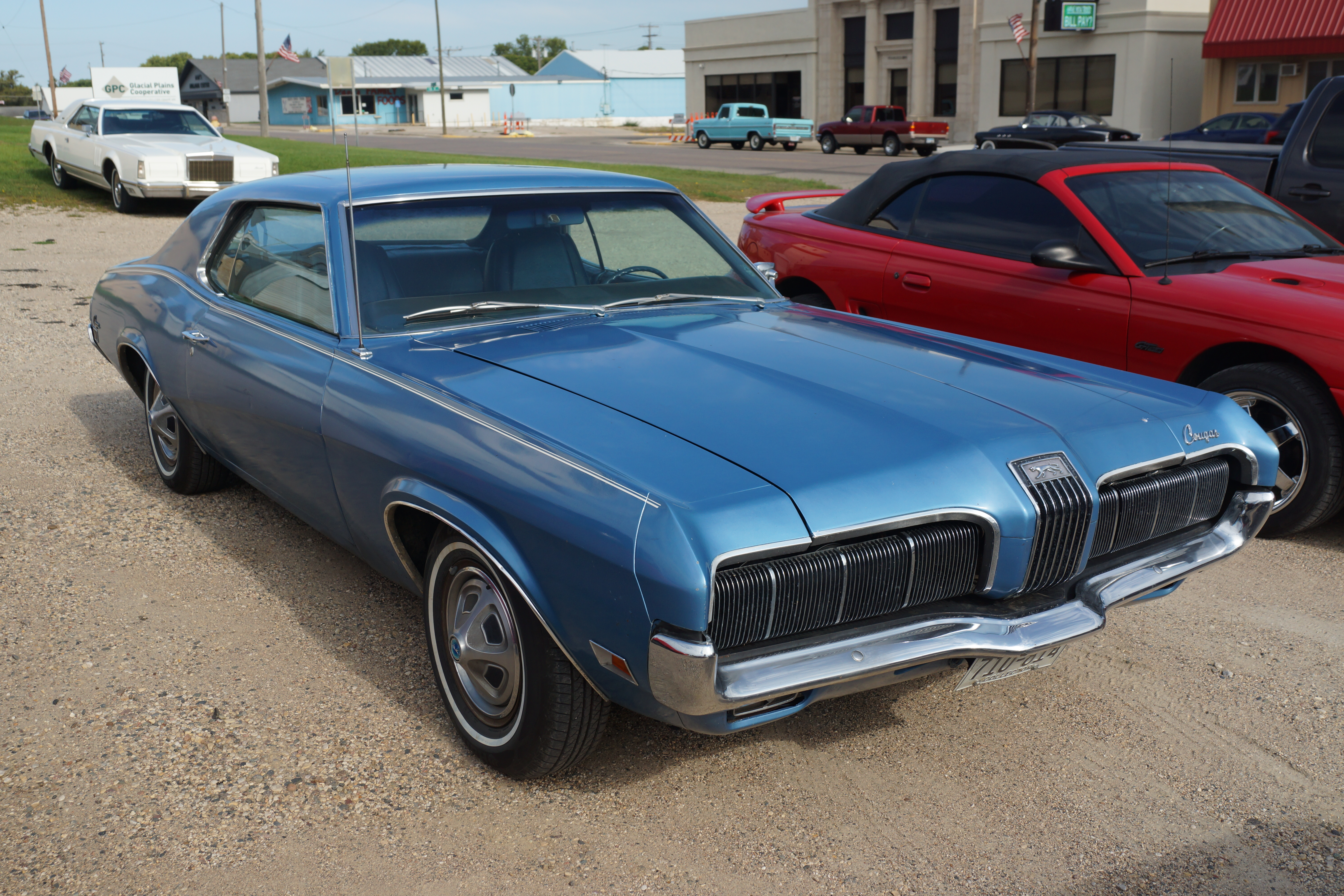
1970年モデル

1969年モデルでは、クーガーはマスタングと同様にサイクル半ばの改良を行った。直線的なボディサイドはコークボトルのスタイルに移行し、ボンネットのラインから後輪に向かって緩やかに下降するボディのしわが特徴的である。ルーフラインのデザインはほとんど変更されていないが、通気窓はオミットされた。フロントフェイスは全幅のグリルを維持し、「電気シェーバー」の分割グリルが水平スラットグリル（一致するセンターピース付き）に置き換えられた。凹型テールランプレンズが以前の凸型デザインに取って代わったが、隠されたヘッドランプはそのまま残された。この機構は、その動力をデュアルバキュームアクチュエーターから中央に配置された単一のバキュームアクチュエーターに移行した。ヘッドライトおよびドアを操作するためのバキュームはエンジンによって供給され、フェンダーの下のリザーバーに蓄えられた。ドアの機構には、中間の位置でドアを開いたままにするために、螺旋状のねじりバネを使用している。
コンバーチブルのボディスタイルがモデルラインに追加され、標準グレードとXR-7グレードの両方で選択可能になった。電動トップが標準装備であった 。
1970年モデルに向けて、クーガーはフロントフェイスに更なる改良を行った。垂直方向のスラットトリムを備えた分割式の「電気シェーバー」グリルが復活し、新しいボンネットには顕著なボディカラーのセンターセクションが採用された。フロントフェイス変更の一環として、クーガーには新しいフロントバンパーと改良されたフロントフェンダーも採用された。凹面テールランプレンズは残ったものの、サイドマーカーライトに加えて、トリムベゼルが修正された。リアアクスルの位置の変更により、1969年モデルと比較して新しいロッカーパネルの長さとリアクォーターシートメタルが必要になったが、これらの変更は視覚的には目立つものではない。
クーガーには、千鳥格子模様のビニールルーフとそれにマッチする室内装飾品を含む、特別なオプションパッケージ（ファッションデザイナーのポーリーン・トリジェールがスタイリング）も与えられた。屋根と室内装飾品は、茶色と黒の千鳥格子または白と黒の千鳥格子パターンで、一緒にまたは別々に利用できた。さらなる安全性のアップグレードには、ロック式ステアリングコラムとハイバックバケットシート（調整可能なヘッドレストの代わり）の追加が含まれていた。

### グレード
初代は、名前のない標準グレードと「XR-7」(1967年初頭に導入) の2つのグレードで提供された。

#### クーガーGT (1967年 – 1968年モデル)

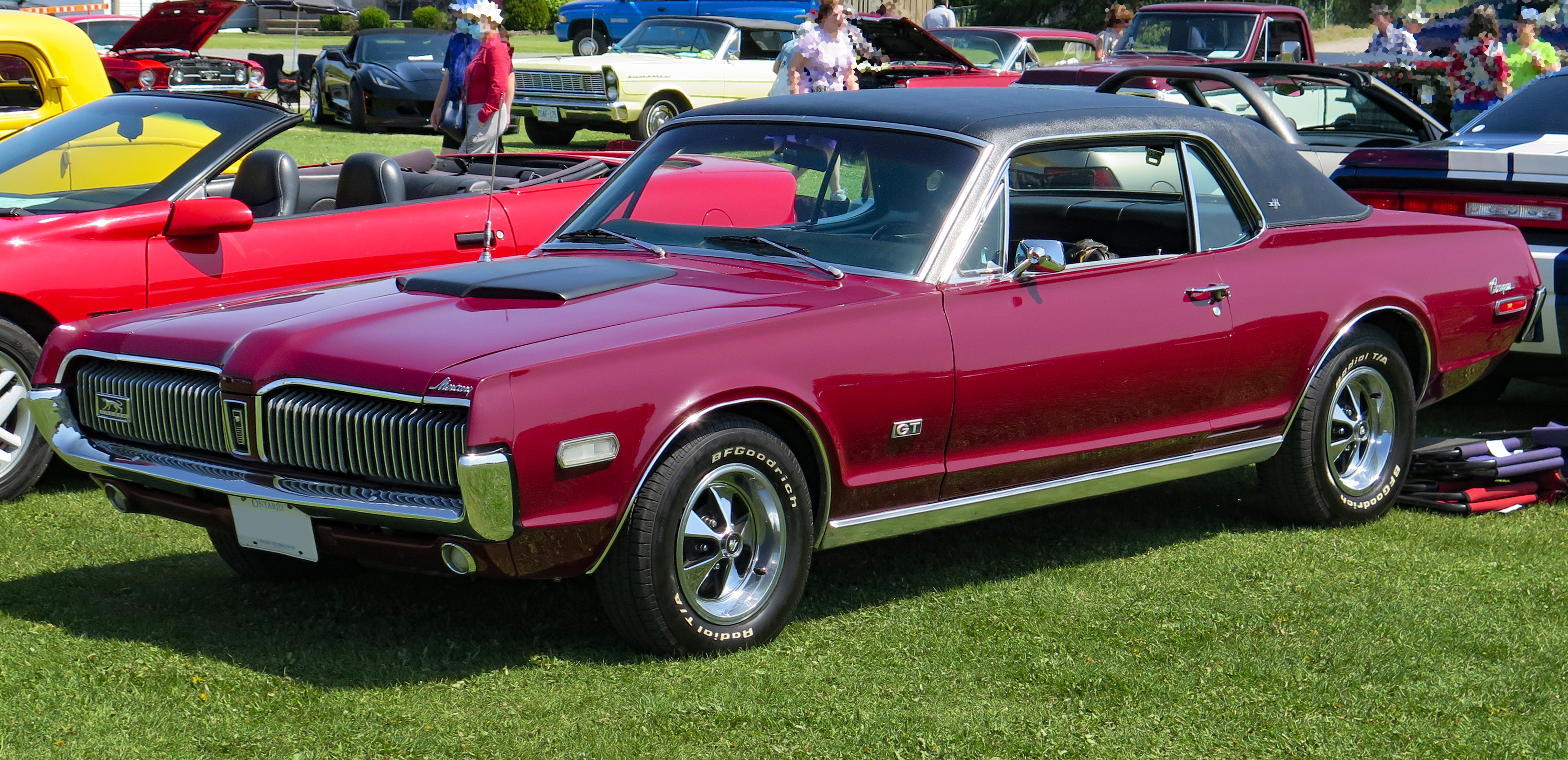
1969年モデル、XR-7 GT

GTオプションパッケージは、標準のクーガーとクーガーXR-7の両方で利用可能で、クーガーのよりスポーティな仕様として開発された。標準装備は6.4 Lの「マローダー GT」 V8エンジンで、強化されたサスペンション、大型のブレーキ、ホイール、タイヤ、低制限排気システムを備えた。
1967年から1968年に、マーキュリーは競技会でのモデルラインの成功を記念して、標準モデルとXR-7モデルの両方で利用できるダン・ガーニー・スペシャル外観オプションが用意された。シグネチャーデカールに加えて、オプションパッケージにはタービンスタイルのホイールカバーとクロームエンジンドレスアップキットが含まれていた。
リンカーン・マーキュリーとの関係を示すために、XR7-G (Gはガーニーの略) が1968年のオプションとして導入された。主にパフォーマンス指向の外観パッケージであるXR7-Gプロジェクトはシェルビーオートモーティブに割り当てられ、改造はそこで行われた。 主な変更点には、独自のフードスクープ、フードピン、フォグランプ、テールパイプチップ、特別なバッジとホイール、および独自のインテリアトリムコンポーネントが含まれる。オプションパッケージは、どのエンジンも選択可能である。合計619台のクーガーがXR7-Gパッケージで製造された。
1968年にはクーガーGTの上にGT-Eが導入された。レース由来の427 V8 (3 速ATのみと組み合わせられている) を搭載したGT-Eは、独自のバッジ、クワッドエグゾースト、クロームトリムで輪郭を描かれたアージェントな下部ボディ ペイント、および再設計されたグリルを装備した。加えて、パワーフロントディスクブレーキが標準装備された。 1968 年 4 月のランニングチェンジとして、427 エンジンはオプションとして 428 コブラ ジェットに置き換えられた。合計394台のGT-Eが製造された。そのうち357台には 427 が搭載され、37台には 428CJ が搭載された。 GT-Eの428CJエンジン変更に伴い、GT-Eパッケージにも4速MTを設定した。

#### エリミネーター (1969年 – 1970年モデル)
1969年のランニングチェンジとして、マーキュリーのBoss 302エンジンのショーケースとして、エリミネーターがマスタングBoss 302と併せて導入された。主にフォード・マスタング マッハ 1およびマスタングBoss 302に相当するクーガーエリミネーターは、1969年4月1日にクーガーGTに代わってハイパフォーマンスグレードとして登場した。ボディは標準のハードトップとしてのみ提供された (コンバーチブルやXR-7としては利用できない)。エリミネーターは標準エンジンとして351-4V (1969年にウィンザー、1970年にクリーブランド) 390、428コブラジェット、そしてエリミネーター専用の Boss 302 エンジンが用意されていた。
1969年のオプションは、エリミネーター専用の装備パッケージ、エリミネーターデコレーショングループ、およびパフォーマンスタイヤ / ハンドリンググループで構成されていた。これらには、351W-4V エンジン、フロントエアダムとボディ同色のリアスポイラー、スタイリッシュなスチールホイール (1969 年のマッハ 1 ホイールに類似)、ブラックアウトのフロント グリル、ボディ同色のボンネットスクープ (ラムでのみ機能) が含まれる。 air 428CJ エンジン）、白または黒のエリミネーター固有のボディサイドストライプ（ペイントとトリムの色に合わせて調整）、左手のリモコンレーシングスタイルのサイドミラー、頑丈なサスペンション、パフォーマンスアクスルを装着する。インテリアのアップグレードには、ハイバックバケットシート (1969年モデルのエリミネーターのみ)、および完全な計器類 (視覚警告灯と計器、タコメーター、走行距離計、ラリークロックを含む) を備えた独特な「ブラックカメラケース」計器パネルが含まれる。外装色はホワイト、ブライトブルーメタリック、コンペティションオレンジ、ブライトイエローの4色を設定した。1969年には2,250台のエリミネーターが製造された。
1970年モデルでは、エリミネーターの標準エンジンは4バレルの351Cに設定された。オプションのブラックアウトエクステリアトリムは、フロントグリルからフードスクープとテールライトベゼルまで拡張された。給油口の蓋にあったマーキュリーの紋章の代わりにクーガーの「ランニングキャット」バッジが付けられ、助手席側のレーシングスタイルのミラーが追加された。ボディサイドストライプ（ブラックのみ利用可能）は、上部ベルトラインに沿って車の長さを走るように変更され、フードストライプ、「エリミネーター」のロゴが付いたリアスポイラーストライプ、および後ろの四分の一に「エリミネーター」のロゴが含まれるようになった。 1970年モデルで利用可能なエクステリアのカラーリングは、フォードラインナップの「グラバー」カラーを模倣しており、コンペティションオレンジ、コンペティションイエロー、コンペティションブルー、コンペティションゴールド、コンペティショングリーン、パステルブルーが含まれていた。 1970 年にはエリミネーターでもスペシャルペイントオーダーオプションが利用可能になり、ブラック、ライト グレー メタリック、ホワイト、レッドなどの色で1桁の試供品が生産された。1970年には2,268台のエリミネーターが製造された。

#### 特別仕様車
スポーツスペシャルパッケージは1969年モデルにのみ設定され、標準グレードのハードトップモデルでのみ利用可能だった。スポーツスペシャルパッケージには全部で4種類あり、それぞれに異なる追加装備が追加されている。
- パッケージ A には、特徴的なピンストライプ、「タービン」スタイルのホイールカバー、疑似的なサイドスクープを備えたロッカーパネルモールディング、およびリモコンレーシングスタイルのサイドミラーが含まれる。
- パッケージ B にはパッケージ A のアイテムが含まれているほか、アップグレードされたシートとドアに取り付けられたカーテシライトを備えたインテリア トリムパネル、および「リムブロー」ステアリングホイールを備えた「インテリアデコレーションパッケージ」が追加された。
- パッケージ C には、パッケージ A のアイテムに加えて、改良されたタイヤと耐久性の高いサスペンションコンポーネントを備えた「スペシャルハンドリングパッケージ」が追加された。
- パッケージ D は、他のすべてのパッケージ (パッケージ A、B、およびC) を組み合わせたものである。

また、スポーツスペシャルパッケージは入手可能なあらゆるエンジンと組み合わせることができる。
1969年から1970年にかけて、ヘルツ・レンタルカーカンパニーは、「Rent-A-Racer」プログラムの一環としてクーガーエリミネーターを購入した。これらの車両は、電動サンルーフオプションを付けて注文されたが、一般に販売されているエリミネーターでは利用できなかった。加えて、すべての車両には 351-4バレルエンジンとFMXオートマチックトランスミッションが装備されていた。また、ペイントとインテリアトリムの色、およびカリフォルニアに送られた 1970 年モデルに必要なカリフォルニア蒸発ガス装置を除いて、同じオプションが設定されていた。 1969年には101台、1970年には100台のヘルツ専用のエリミネーターが製造された。

### 生産台数
| モデルの年式 | 生産台数 |
| ------------ | -------- |
| 1967         | 150,893  |
| 1968         | 113,720  |
| 1969         | 100,069  |
| 1970         | 72,343   |

## 2代目 (1971年 – 1973年)
1971年、リンカーン・マーキュリーは2代目となるモデルを発表した。モデルラインの潜在的な競争を拡大するために、フォードはクーガーのデザインを同規格となるGMのAボディクーペの4台と比較し、モデルラインをオールズモビル・カトラスシュプリームと競合させた。再びフォード・マスタングとボディシェルの大部分を共有したクーガーは、「豪華なポニーカー」から脱却し、スポーティカーと高級車の両方の側面を持ち始めた。
クーガーの継続的な成功により、マーキュリーのモデルラインにはいくつかの変更が加えられた。サイズと性能が似ているマーキュリー・サイクロンの中間モデル(マーキュリー・モンテゴから派生) はすぐにクーガーの影に隠れ、マーキュリーは1972年中にサイクロンの販売を終了した。 1965年のマスタングよりわずかに小さいカプリ (マーキュリーとして正式にバッジされていない) は、リンカーン・マーキュリー内でコンパクトスポーティカーとしてクーガーの後継となり始めた。
2代目クーガーは、マスタングから派生した最後のモデルであり、コンバーチブルとしてもこれ以降は登場していない。ライトブルー/ホワイトの1973年式クーガーXR-7コンバーチブルは、フォードモーターカンパニーによって組み立てられた「最後の」コンバーチブルだった。当時、アメリカのメーカーは横転安全基準の強化を見越して、1970年代にコンバーチブルの組立を終了した背景があり、クーガーも例に漏れずコンバーチブルはこれで終了した。

### シャシー
2代目となるクーガーも、やはりマスタングと共有の、先代のシャシーの改良版を使用した。ホイールベースは112.1インチ (2,850 mm)に延長された。先代と比べれば大幅にアップグレードされたが、後輪駆動シャーシの基礎はフォード・ファルコンのユニボディ・アーキテクチャから派生したままである。しかしシャシーの全幅は、ビッグブロックエンジン (フォード 429 など) をより収容しやすくするために3インチ幅が広げられた。フロントトレッドは58.1インチ (1,480 mm)から61.5インチ (1,560 mm)に拡大された（パンサーシャーシのグランドマーキスよりもわずか1インチ狭いだけである)。
このモデルラインにはフロントディスクとリアドラムブレーキが装備され、1973年にはパワーアシストブレーキが標準装備された。変速機は、3速MTが廃止され、すべてのエンジンが3速ATと組み合わせられた。4速MTはめったに指定されないオプションだった。

#### パワートレイン
2代目クーガーではパワートレインの見直しが行われた。1971年には、240馬力の351クリーブランド 2バレル V8 が標準エンジンで、オプションとして 351C 4バレル V8 が搭載された。 Boss 302 と Boss 429 は廃止され、Boss エンジンと 428 Cobra Jet は両方とも 370 馬力の 429 Cobra Jet V8 (ラムエアの有無にかかわらず) に置き換えられた。
1972年、フォードはSAE規格の正味馬力評価を採用し、公表されているエンジン出力の数値的な減少につながった。 429 V8 は廃止され、クーガーには 351C V8 の3つの仕様が残された。166 馬力の 2 バレル バージョンが標準エンジンで、オプションとして 246 馬力の 4 バレル バージョンが提供された。 351 のコブラジェット仕様は、266 馬力を発生する。1973年には、351 の4バレル仕様は廃止され、2バレルの 351C (168馬力に再調整) と264馬力の 351CJ V8 が残った。

### ボディデザイン

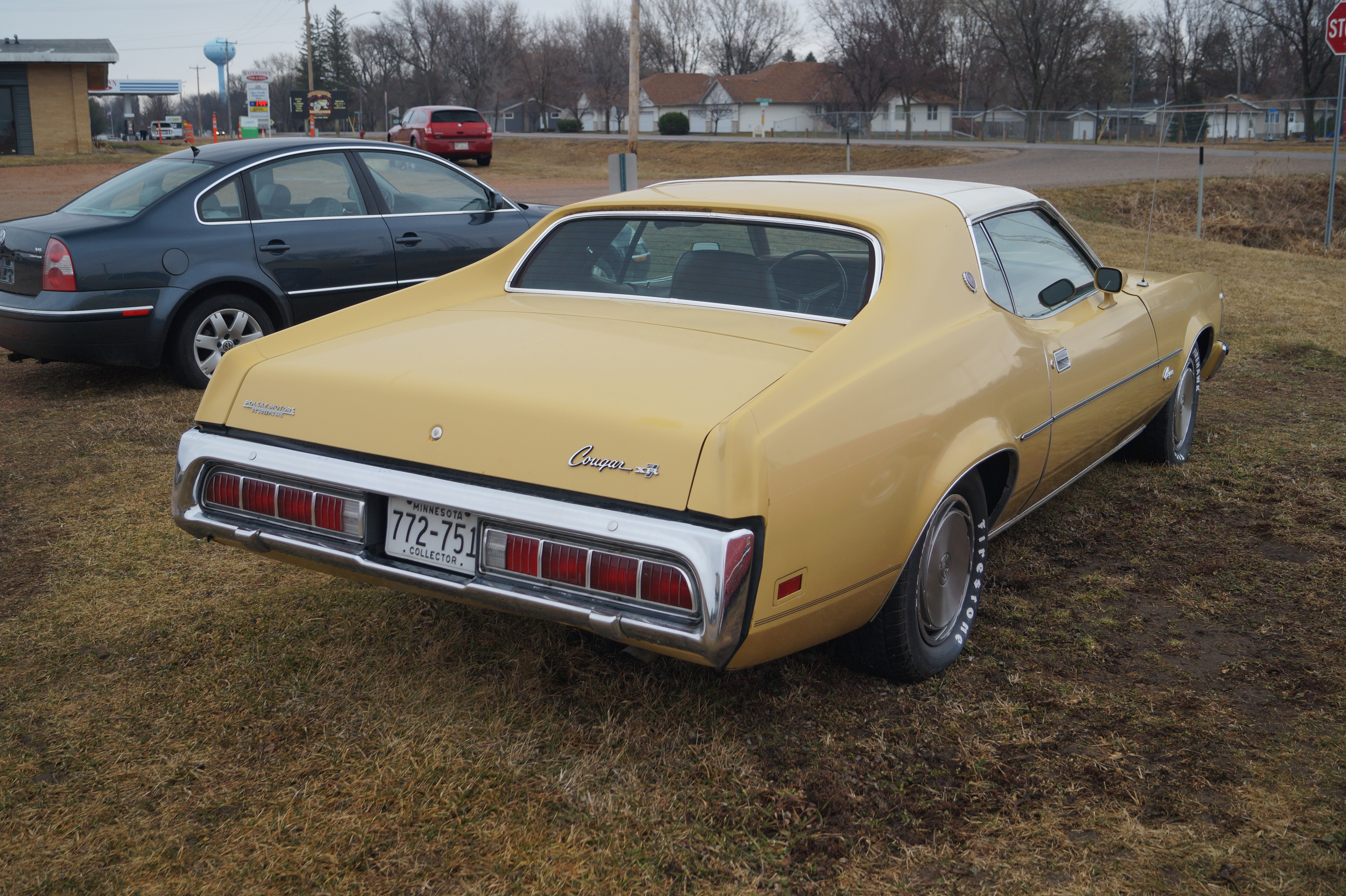
1973年式クーガーXR-7ハードトップのルーフライン、「フライングバットレス」

2代目クーガーは、ハードトップとコンバーチブルの両方のボディスタイルを先代から引き継いだ。マスタングハードトップとルーフラインを共有するクーガーには、リアフェンダーまで伸びる大きな「フライングバットレス」C ピラーが特徴である。モデルラインをマスタングと区別するために、クーガーは大型の同ブランド車から複数のデザイン要素を採用した。フロントフェイスは、スプリットグリルの代わりに、ウォーターフォールスタイルのグリルを含む、（サイクロンやフォード・サンダーバードに倣って）目立つ中央セクションを備えたスタイルになった。前世代からの転換により、隠れたヘッドランプは廃止された (4 つの露出した丸いヘッドランプに置き換えられた)。テールライトは、（フルサイズのマーキュリー車に合わせて）バンパー内に水平に設置された、よりシンプルなトリムを採用した。
1972年、クーガーは内外装に大幅な変更がほとんど加えられなかった。 1973年には、フロントフェイスが一新された。 時速5マイルバンパー (1973年に義務化)を含めるために、フロントバンパーの形状が変更され、大型化され、グリルの再設計が必要になった。その結果、衝突安全性を向上させるために、全長が3インチ長くなった。世代の最終年だったので、リアバンパーはほとんど変更されておらず、テールランプレンズがわずかに修正されただけだった。

### グレード
1971年には、クーガーは標準とXR-7の2つのグレードで提供された。 マスタングボスと同等のエンジンが廃止されたため、マーキュリーはレース指向のクーガーエリミネーターを廃止した。モデルラインがハイパフォーマンスからシフトするにつれて強調されなくなったが、アップグレードされたサスペンション、タイヤ、エンジン冷却コンポーネントを含むGTオプションパッケージは引き続きオプションであった。1973年には、GTオプションは廃止された。
両方のグレードは同じパワートレインを共有していたが、XR-7は独自の外装および内装デザインを採用し、（ハードトップの）ビニールトップによって区別された。多くのオプションを標準化するとともに、XR-7には独自のドアパネルとダッシュボードが採用された。
1973 年、リンカーン・マーキュリーはクーガーの「ブロンズエイジ」特別仕様車を (モントレー、モンテゴ MX、およびコメットと並行して) 販売した。装飾グループを備えた標準的なクーガーである「ブロンズエイジ」のクーガーは、ブロンズメタリック（正式にはサドルブロンズ) の外観とカラーコーディネートされたビニールの屋根によって区別された。グレードには、その名を冠した色に加えて、アイビーグラマーメタリック、グリーンメタリック、ミディアムブラウンメタリック、サドルブロンズ、ミディアムイエロー ゴールド、ホワイトの6色も用意された。

### 生産台数
| 年式 | 生産台数 |
| ---- | -------- |
| 1971 | 62,864   |
| 1972 | 53,702   |
| 1973 | 60,628   |

## 3代目 (1974年 - 1976年)
1974 年、リンカーン・マーキュリーは3代目となるモデルを発表し、従来のモデルラインとは異なるデザインとマーケティングを採用することを明らかにした。 1970年代半ばにダウンサイジングを避けた数少ないアメリカ車の1台であるクーガーは、モンテゴや後に導入されたフォード・ (グラントリノ) エリートとボディを共有しながら大型化した。マスタング (1974 年にサブコンパクトのマスタング II となった) から分かれたクーガーは、より大型のフォード・サンダーバードに近い市場ポジションとなった。こうしたモデルの統合により、GT およびエリミネーターエディションが廃止されたため、すべての3代目クーガーはXR-7グレードのみで販売された。
当初、リンカーン・マーキュリーは競合他社と比較して2代目モデルの販売が減少したことを受けてモデルライン存続の危機にさらされていたが、代わりにクーガーをマーキュリー・ブランドのハローカー（ブランドの広告を目的とした商品で、普段は少量生産される量産車）として再パッケージ化した。部門幹部が成功したカプリ (1971 年から販売) との重複を避けようとしたため、クーガーはボディサイズが拡大し、それまであったオールズモビル・カトラスシュプリームやビュイック・リーガルに加えて新たに、AMC・マタドールクーペとクライスラー・コルドバの競争相手となった。
この再設計は市場で成功を収めた。初代に比べて依然として減少しているものの、3代目では1971年から1973年にかけての先代と比べて売上が50%近く増加した。

### シャシー
3代目のクーガーは、モンテゴやトリノといった中型車で使用されている後輪駆動シャーシを使用している。2,896 mmのホイールベース (2 ドアのモンテゴ/トリノとエリートで使用) に移行した3代目は、他のモデルラインとホイールベースを共有した最初のモデルとなった。同シャシー採用の一環として、クーガーは初めてボディオンフレーム構造に移行した。

#### パワートレイン
1974年には、クーガー用に4種類のエンジンが提供された。標準の351C-2V、オプションの351CJ "コブラジェット"を含む2基の351立方インチ (5.8 L)V型8気筒エンジンが先代のクーガーから引き継がれた。フルサイズのマーキュリーラインから、クーガーには400-2Vおよび460立方インチ (7.5 L) V8もオプションとして提供された。また、初めてオートマチックトランスミッションのみを搭載したモデルラインである。
1975年には、選択可能なエンジンが変更された。 351クリーブランドは改良された351M-2Vに置き換えられ、351 コブラジェットは (すべてのフォード車から) 引退した。 400 と 460 はオプションとして残された。

### ボディデザイン
フォード・エリートやマーキュリー・モンテゴ MXブロアムクーペとボディシェルを共有する3代目クーガーは、前世代のコンバーチブルを廃止し、2ドアクーペのみのモデルとして製造された。 フォード・サンダーバード(およびマーク IV に相当するもの) に似たルーフラインを備えたクーガーは、真の意味でのハードトップではなかった（フレームレスのドアガラスが取り付けられ、固定Bピラーがない一方で、後部のサイドガラスは所定の位置に固定されており格納できなかった）。
連邦安全基準に適合するために、5マイルバンパーがフロントとリアの両方に追加された (1973年には前部5マイルバンパーの着用が義務付けられたからである)。

#### エクステリア
モデルラインをモンテゴMXブロアムと区別するために、クーガーのCピラーにはオペラウィンドウ（リアサイドウィンドウの後ろにある小さな固定ウィンドウ、一般的にオペラウィンドウはビニールルーフを持つ自動車に取り付けられることが多い）が取り付けられた。クーガーのそれはフォード・エリートと共通の機能を持ち、サンダーバードに似たオペラ ウィンドウのデザインを採用した。すべてのクーガーにはビニールルーフが標準装備として取り付けられた。
再設計されたフロントバンパーが装備されている一方で、3代目のクーガーは、前世代のフロントフェイシアの多くのデザイン要素を採用している。（ツインヘッドライトを備えたエリートのエッグクレートグリルとは対照的に）4つのはめ込み式ヘッドライトを備えた、水平にトリムされた開口部に囲まれた中央セクションのウォーターフォールグリル開口部を引き継いだ。また、モンテゴとは対照的にクーガーの後部フェイシアには、センターパネル（隠れた燃料キャップも含む）と一繋がりのテールライトと、垂直スラットのクロームトリム（初代クーガーと同様）が取り付けられていた。ボディサイドは、バンパーのラブストリップ（1975年のグランドマーキーに追加されたデザイン）に合わせた幅広のサイドモールディングでスタイリングされた。
大型のリンカーン・マーキュリー車と並んで、クーガーには初めて「プローリング・キャット（彷徨う猫）」のエンブレムを使用したボンネット装飾が施された。
3代目クーガーのボディには、そのモデルライフを通じてほとんど変更がなかった。 1975年には、フロントバンパーが変更され、グリルの下に2つの冷却スロットが機能的に追加された。

#### インテリア
クーガーはモンテゴクーペと内装の大部分が共通しているが、主にインストルメントパネル (時計やその他のパフォーマンス関連の計器の代わりにタコメーターが装備されている) とアップグレードされたオプションが異なっていた。6人乗りのシートには、布張りまたはビニール張りの50/50分割ベンチシート「ツインコンフォートラウンジ」が標準装備された。オプションとして、フロントバケットシート（ビニール張り）とフロアマウントトランスミッションシフター装着センターコンソールを備えた5人乗りシートが提供された。
1976年、クーガーは内装に若干の変更が加えられた。シートは再設計され、内装の全幅と同じ幅のベンチシートが標準となった。 60/40分割ベンチシートはバケットシート付きの内装に加えてオプションとなった。

### 生産台数
| 年式 | 生産台数 |
| ---- | -------- |
| 1974 | 91,670   |
| 1975 | 62,987   |
| 1976 | 83,765   |

## 4代目 (1977年 - 1979年)
1977年モデルでは、リンカーン・マーキュリーは4代目のクーガーを発表し、クーガーにとって最初のセダンとステーションワゴンのモデルラインが導入された。モンテゴに代わって、標準のクーガーはマーキュリーの中級モデルライン (マーキュリー・モナークとマーキュリー・マーキーの間に位置) として位置する。また、フォード・LTD II (トリノ/グラントリノに代わる) のマーキュリー版として位置付けられた。ボディスタイルと市場セグメントの増加により、これらのクーガーは1967年のデビュー以来最も人気があり、4代目の最初期に登場したモデルの約半分のコピーが売れた。
クーガーXR-7も個人用高級クーペとして復活し、現在は1997年まで続いたフォード・サンダーバードとの対比として扱われることもある。後にクーガーを象徴する「猫の頭」のエンブレムは、この4代目で初登場を果たした。それから2002年までモデルラインのデザイン上の特徴として使用された。
先代の外観を大幅に改良した4代目は、小型化された競合他社の導入に対抗して販売された。ただし、この世代が市場で最も成功したことが判明し、依然としてXR-7が最も人気のあるバージョンであった。

### シャシー
先代と同様に、4代目のクーガーはフォード・トリノの「スプリットホイールベース」シャシーをベースにしていた。 2ドアクーペとクーガーXR-7は114インチ (2,896 mm)のホイールベースが、4ドアセダンとステーションワゴンには118インチ (2,997 mm)のホイールベースが確保された。
さらに、主に燃費を重視したパワートレインの見直しが行われた。460立方インチ (8 L) V型8気筒はトリノシャーシの中間モデルから撤去され、173馬力 (129 kW)の400立方インチ (7 L) V型8気筒が最大の排気量エンジンとして残された。 XR-7以外の場合、標準エンジンは302立方インチ (5 L)のV型8気筒で、出力は134馬力 (100 kW)であった (1970 年以来のエンジンの最初のバージョン)。ステーションワゴンには標準の351W V型8気筒 (149馬力 (111 kW)) が搭載され、クーペとセダンではオプションとして161馬力 (120 kW)の351M V型8気筒が搭載された。すべてのエンジンに3速オートマチックトランスミッションが組み合わされた。モデルライフを通してエンジンのラインナップは変わらなかったが、1979年に400立方インチ (7 L)エンジンは廃止された。

### ボディデザイン
1977年、マーキュリーはモンテゴが担っていた中級クラスのレンジをクーガーに置き換えた。1973年以来再び標準の「クーガー」を名乗ることに加えて、3つのボディスタイルが追加された。マーキュリーは、クーガーXR-7パーソナルラグジュアリークーペに加えて、2ドアクーペ、4ドアセダン、5ドアステーションワゴンのクーガーも生産するようになった。
1977年のフォード中間レンジの再設計は主に将来の量産モデルの開発中の一時しのぎとして意図され、外観を1970年代初頭の「フューズレージスタイル」から1980年代に開発中のフォックスとパンサーのプラットフォームセダンのよりシャープなラインに移行させた。 改良されたフロントエンドには、大型のラジエータースタイルのグリルと 4 つの長方形のヘッドランプが採用された。
資金が限られていたため、トリノインターミディエイトの完全な再設計や小型化は不可能だったが、すべての板金 (バンパーより上) は見直された。ステーションワゴンの後部ボディワークの改訂は大規模すぎると考えられたため、クーガーワゴンは、前のモンテゴワゴンのボディシェルを備えた1977年のフロントフェイシアを採用した。 1978 年には、クーガーワゴンは廃止され、まったく新しいマーキュリー・ゼファーワゴンと、1979 年に小型化されたマーキュリー・コロニーパークワゴン (全長が4インチ (102 mm)短い) が登場した。
最終年である1979年には、クーガーはいくつかのボディの改良を採用し、テールランプやボディ同色のグリルインサートに加え、電子電圧レギュレーターやプラスチック製バッテリートレイが採用された。

### グレード
1977年、クーガーは3 つのグレードで導入された。ベースグレードとブロアムグレード、ワゴン用の木製パネルのビレッジャーグレードである。 1978年、クーガーはモノグレードとなり、ブロアムはオプションパッケージとして復活した。

#### クーガーXR-7
先代と同様にクーガーXR-7 は、パーソナルラグジュアリークーペとしてラインナップが継続された。当時のクーガーの主力モデルとして機能するXR-7はマーキュリーブランドにおける、フォード・サンダーバードと直接的に相当するモデルとなった。 1977年には、後者はマークIVからトリノシャーシに移行した（エリートを置き換えた）。
XR-7 は、フロントフェイシアを標準モデルと共有しているが、独自のルーフライン (独自のハードトップスタイルのウィンドウを備えた)、オペラウィンドウのルーバー、および独自の後部フェイシアで区別された。フラッグシップのコンチネンタルマークVを想起させる後部の外装には、コンチネンタルタイヤの名残を思わせるトランクリッド（台形デザイン）とコンチネンタルマークIVに似た水平テールライトが与えられた。
XR-7には、パワーディスクブレーキとステアリング、15インチホイール、リアスタビライザーバー、ウォールナットウッド調計器パネル、フライトベンチシート、「XR-7」トランクキーホールドア、「COUGAR」デッキリッドスクリプト、大きなフードクレストマーク (猫のエンブレム付き)が装着された。また、ルーフの後ろ半分がビニール製でオペラサイドウィンドウとルーバーを備えたスポーツスタイルのルーフラインも特徴的である。一部のXR-7には、ラリースポーツタコメーターおよびゲージパッケージが装備されていた (このオプションが装備されていたのは、全クーガーの25%のみだった)。
1978年には、XR-7装飾オプションとミッドナイト/シャモア装飾オプションという2つの新しい装飾パッケージが利用可能になった。マークVのデザイナー シリーズと同様に、後者のオプションでは、カラーコーディネートされたエクステリアとインテリアが提供され、半ビニール製のルーフ、パッド入りの「コンチネンタル」タイプのリアデッキ、ミッドナイトブルーとセーム革の内装にはティファニーのカーペットが敷かれた。

4代目クーガーXR-7
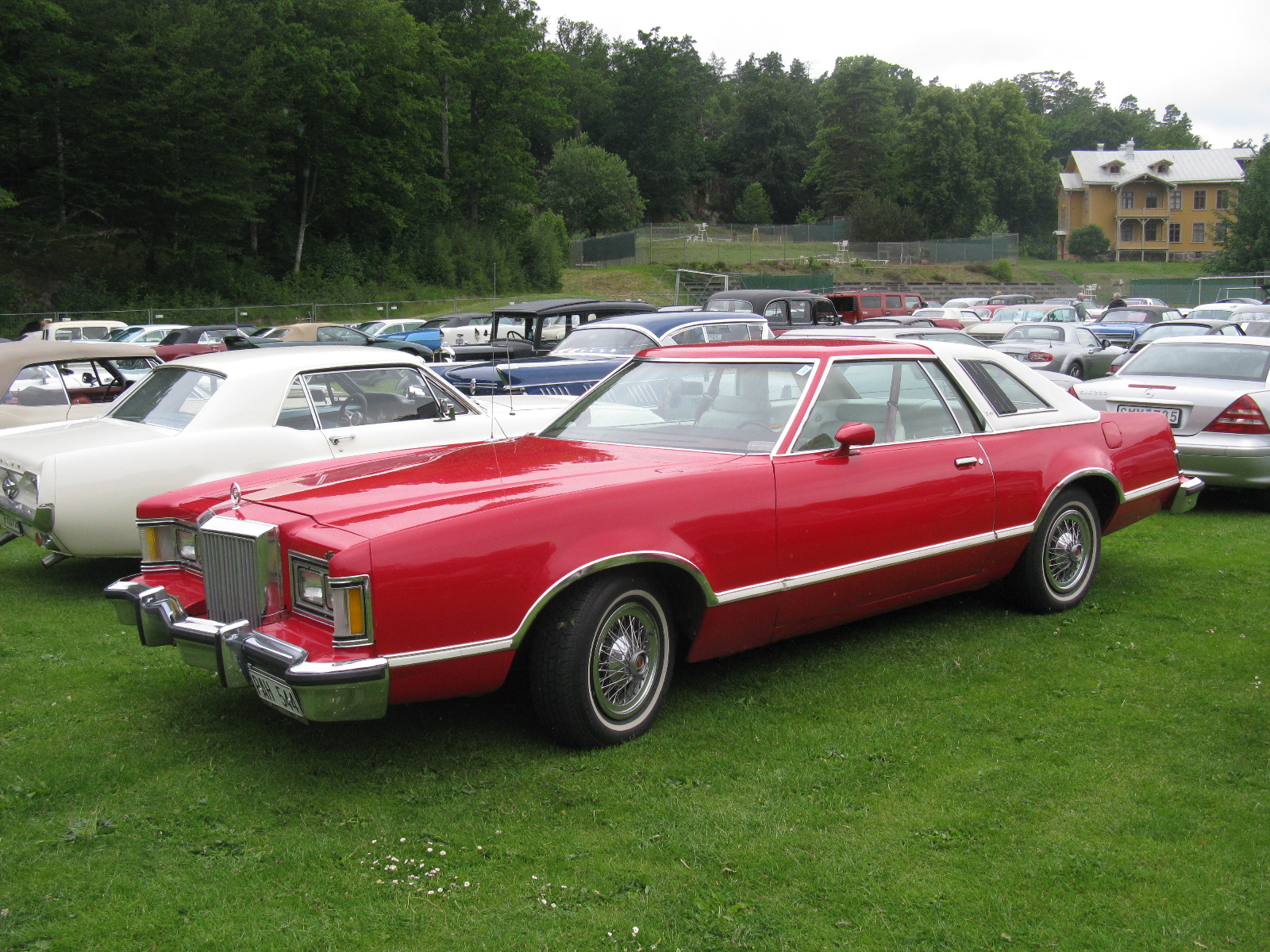
1977–1978 クーガーXR-7
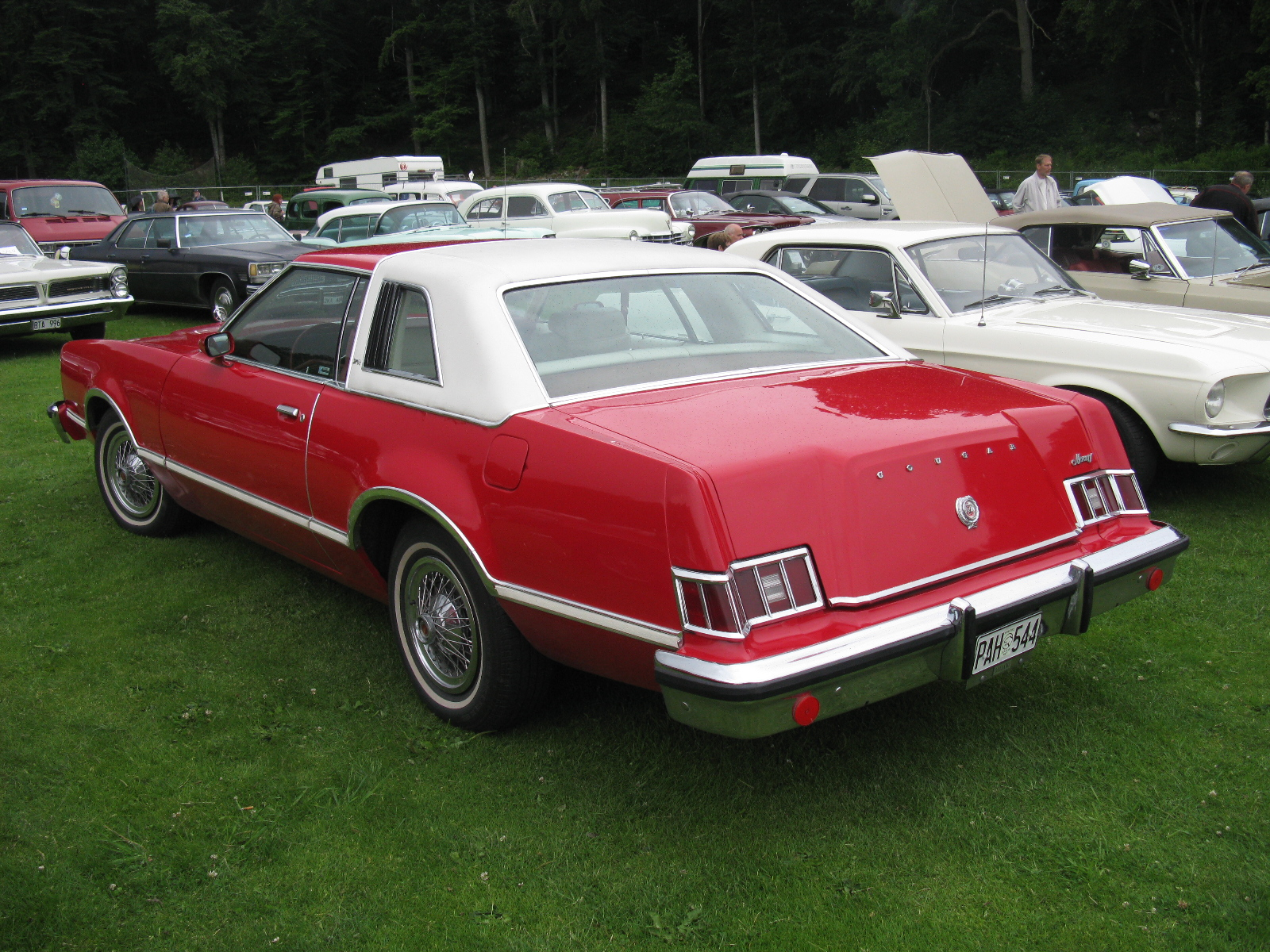
1977–1978 クーガーXR-7
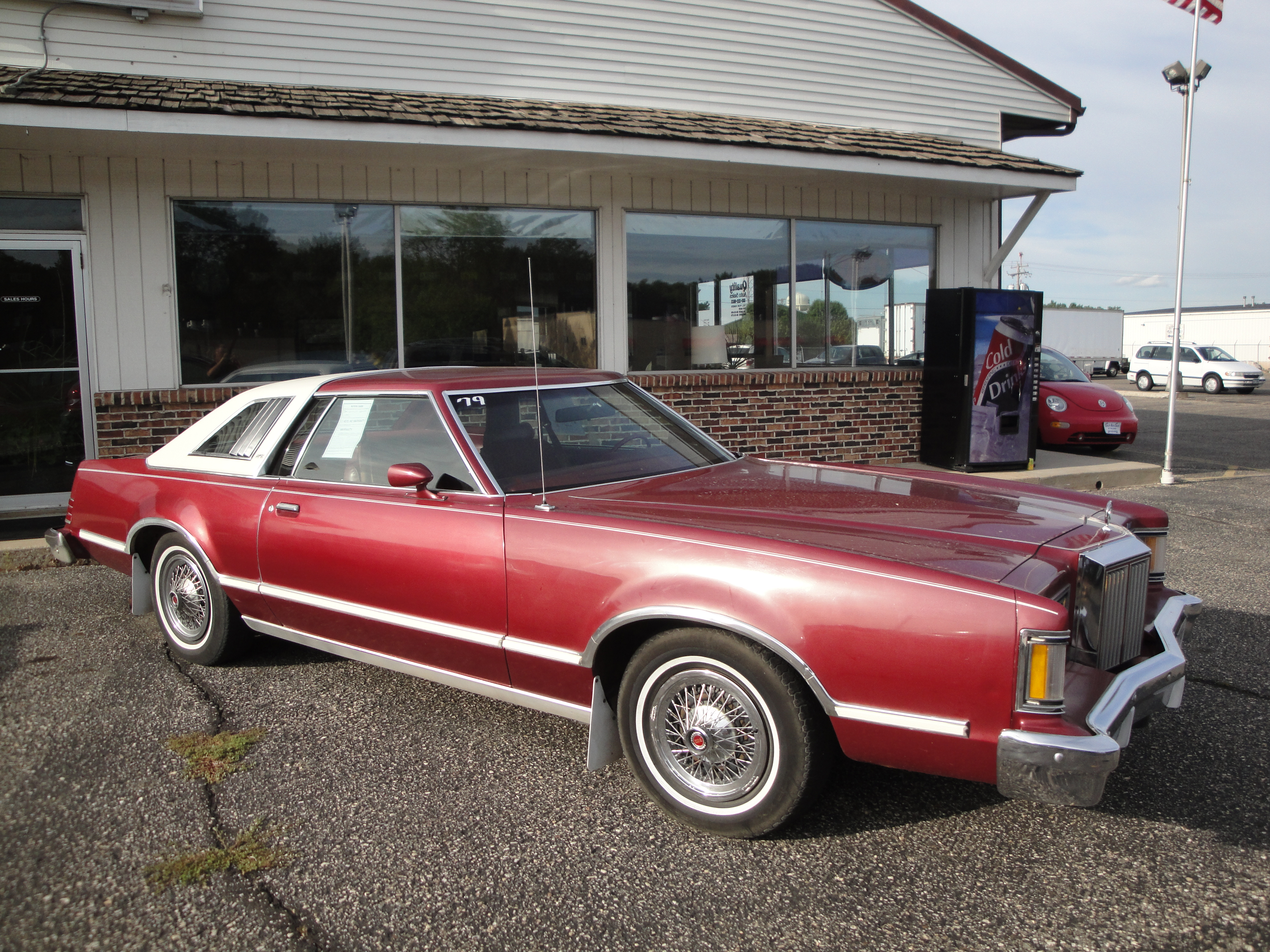
1979 クーガーXR-7
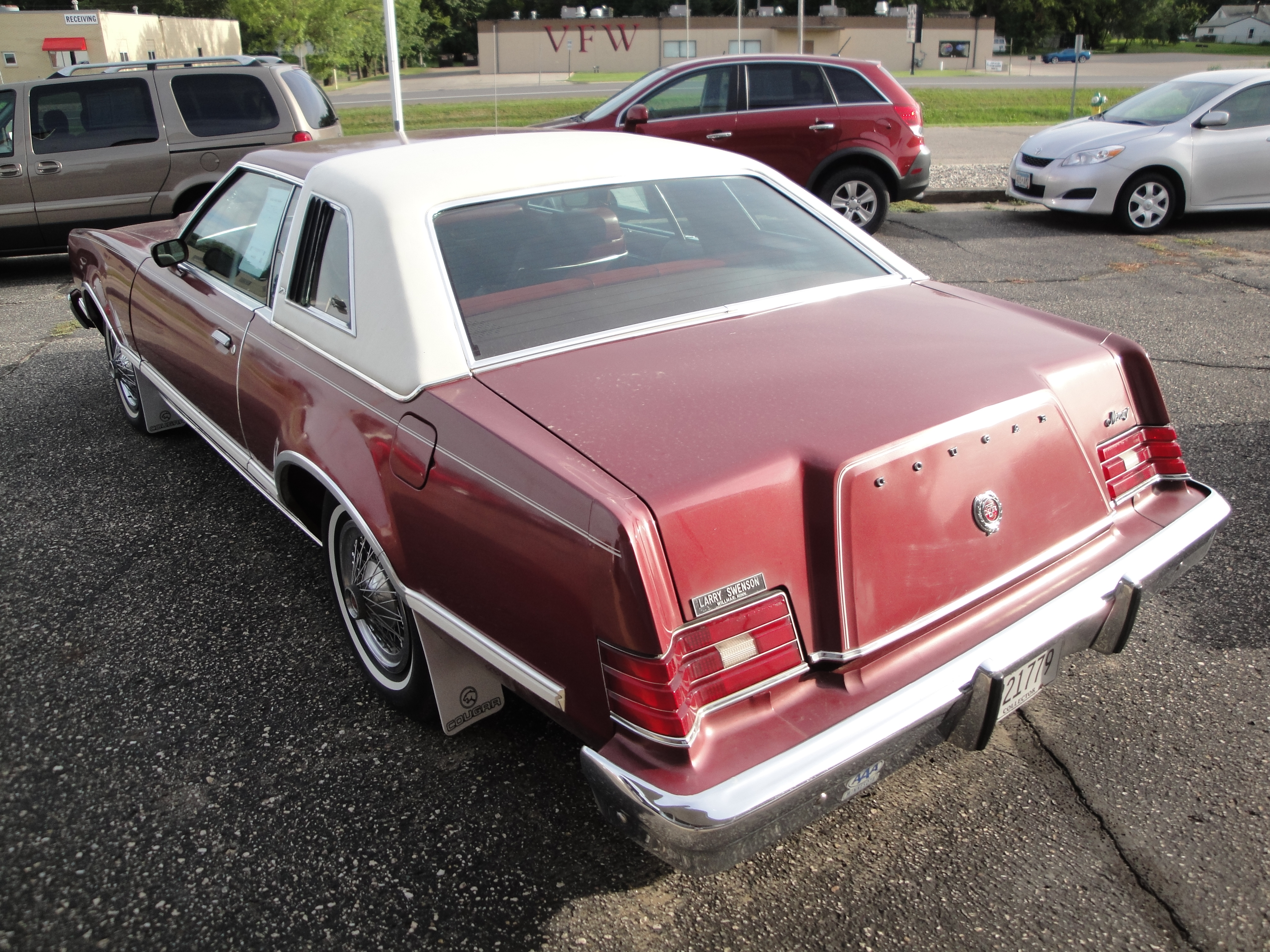
1979 クーガーXR-7
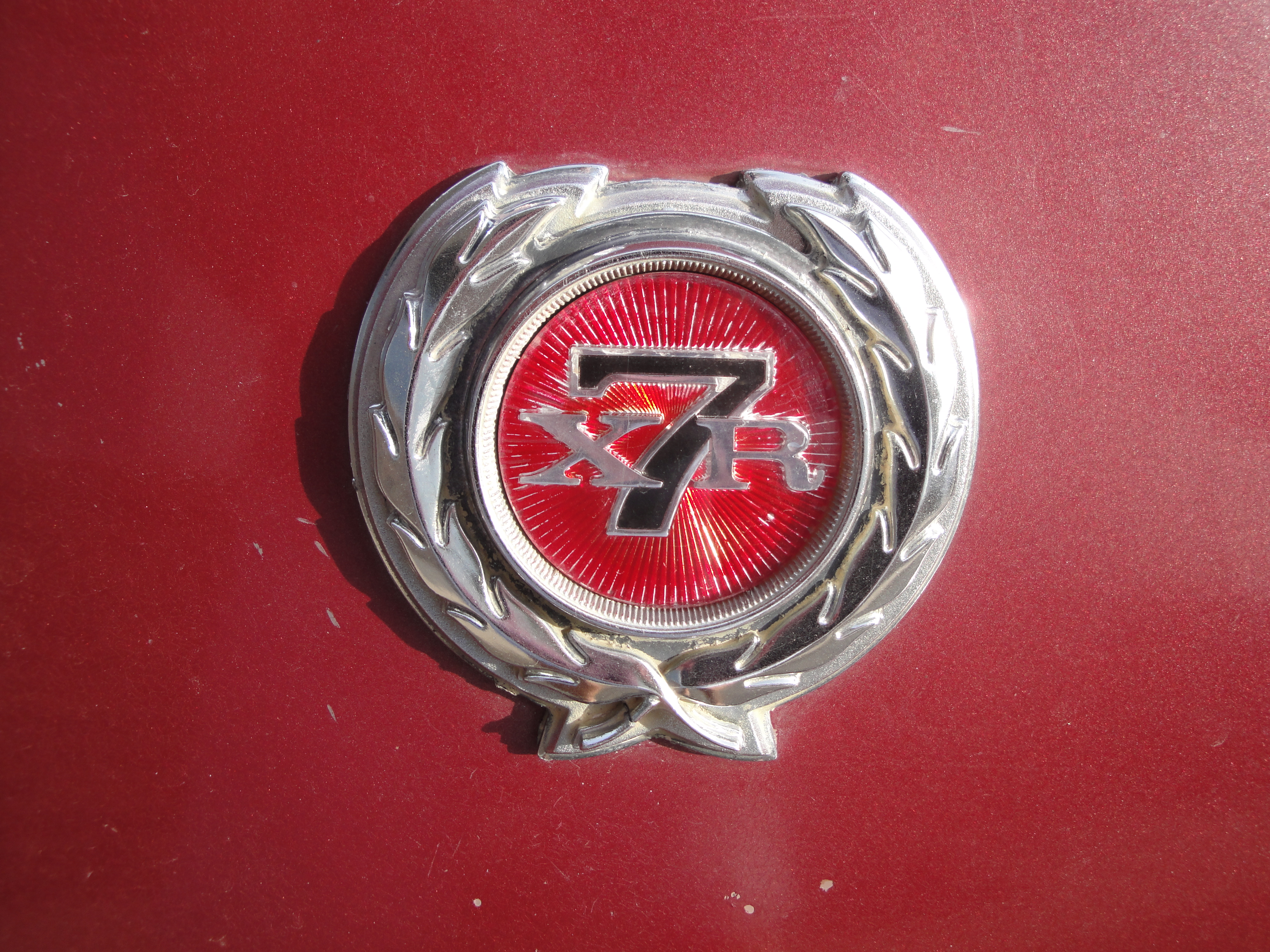
クーガーXR-7 デッキリッドエンブレム
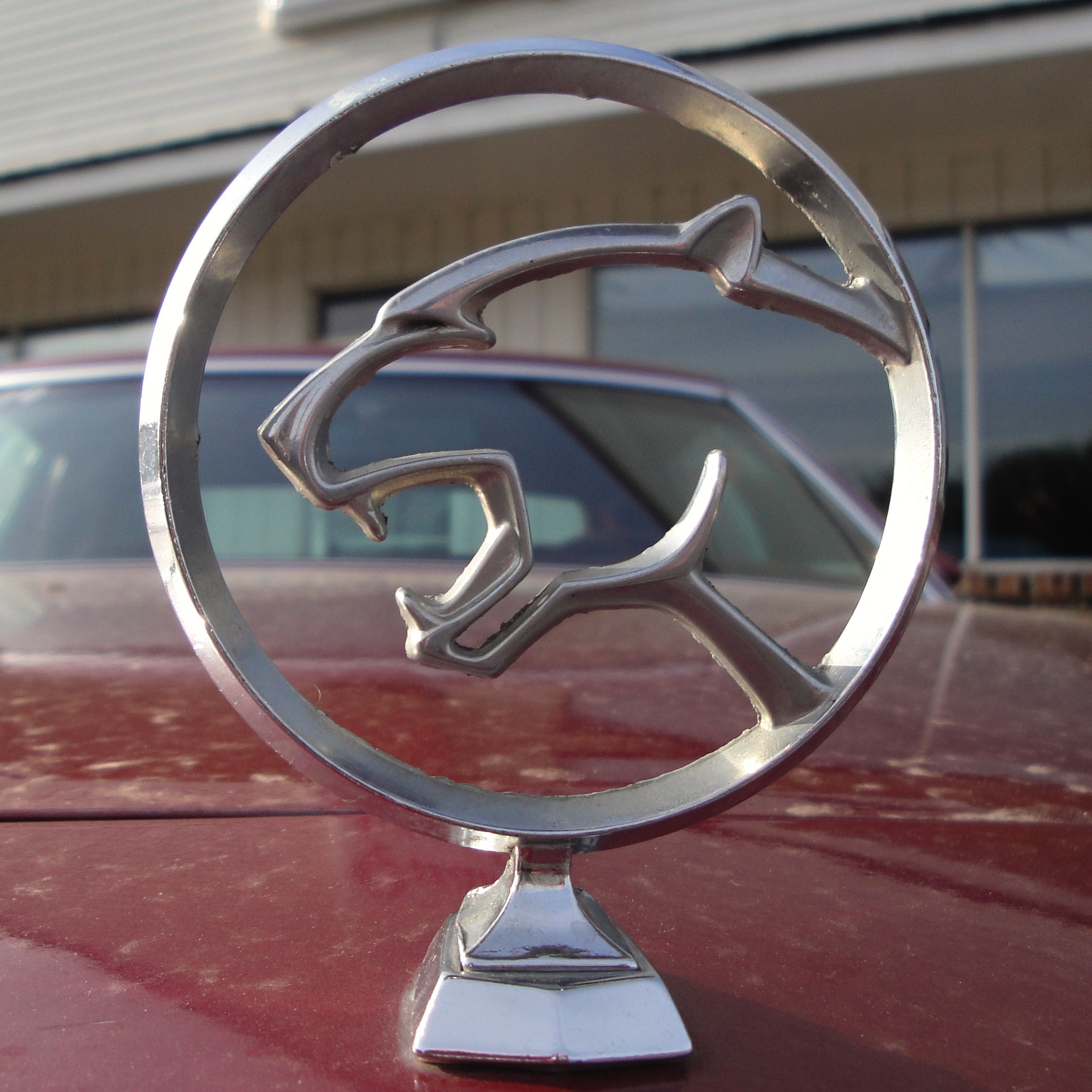
クーガーXR-7 ボンネット上のオーナメント

### 生産台数
| 年式 | 生産台数               |
| ---- | ---------------------- |
| 1977 | 194,823 (XR-7 124,799) |
| 1978 | 213,270 (XR-7 166,508) |
| 1979 | 172,152 (XR-7 163,716) |

## 5代目 (1980年 - 1982年)
1980年モデルでは、ダウンサイジングしたクーガーXR-7はサンダーバードと並んで、初めて中型セグメントに参入し、全長15 in (381 mm)、全幅4 in (102 mm)、約800 lb (363 kg)の車両重量（パワートレインによって異なる）を削減した。1977年と同様の戦略で、1981年にはマーキュリーの製品ラインでモナークの代わりに標準のクーガーが復活した（こちらは再設計されたグラナダとボディを共有している）。
無印のクーガーは、この代でV8エンジンを初めて標準装備しなかった。また、2ドアと4ドアのセダンとして生産され、1982年のみゼファーの5ドアステーションワゴンがラインナップされた。1983年、フォードがフルサイズとミッドサイズの製品ブランディングを見直したため、マーキスとして再パッケージされた。

### シャシー
クーガーXR-7とミドルサイズのクーガーは、フォード・フォックスプラットフォームを使用して生産された。クーガーXR-7は、1980年から1982年のサンダーバード、1982年から1987年のリンカーン・コンチネンタル、1984年から1985年のコンチネンタルマークVII、1986年から1992年のリンカーンマークVIIと共有された、延長ホイールベースのフォックスシャシー108.5 in (2,756 mm)で製造された。ミドルサイズのクーガーは、105.5 in (2,680 mm)のホイールベースを、フォックスプラットフォームの打ち上げ車であるフォード・フェアモントとマーキュリー・ゼファーと共有した。

#### パワートレイン
クーガーXR-7には2つのV8エンジンが搭載された。一方はマーキュリー・マーキス/コロニー・パークと共用で、4.2L V8が標準、4.9L V8がオプションとして用意された。どちらのエンジンも4速フォードAODオーバードライブオートマチックと組み合わされた。
フェアモント/ゼファー、マスタング/カプリと共通の2.3L直列4気筒エンジンが標準で、3.3L直列6気筒と4.2L V8エンジンがオプション設定されていた。4気筒と6気筒のエンジンには、3速オートマチックトランスミッションが組み合わされた。
1982年には、直列6気筒エンジンに代わり、まったく新しい3.8L V6エンジンが採用された。このエンジンは様々な形で、クーガーとサンダーバードが1997年に製造中止になるまで使用していた。4.9L V8エンジンはフォックスプラットフォームから廃止され、4.2LエンジンがクーガーとクーガーXR-7の唯一のV8エンジンとして残された。

### ボディ
1977年から1979年にかけてのクーガーXR-7の開発では、コンチネンタルスタイルのトランクリッド、ルーバー付きオペラウィンドウ、シャープエッジのフェンダーラインなど、多くのデザイン要素が5代目の再設計に引き継がれた。先代のクーガーXR-7は市場で成功を収めたが、根本的に小さな車にはデザイン要素が不釣り合いになり、否定的な評価につながった。悲惨なことに、クーガーはフォード・サンダーバードやフォード・グラナダとの差別化がほとんどなく、XR-7はグリル、むき出しのヘッドランプ、テールランプ、トランクリッドによってのみ外観的に区別されていた。
5代目クーガーの生産では、クーガーXR-7は2ドアクーペのみで生産され、ミドルサイズのクーガーは2ドアノッチバッククーペと4ドアセダンとして生産された。1982年限定で、ミドルサイズのクーガーはゼファーステーションワゴンの後継車として発売された。クーガーの2ドアモデルは初めて、セダンのように固定された「B」ピラーとフロントドアウィンドウ周りの固定スチールフレームを特徴とした。
1981年、ミドルサイズとXR-7ではGSとLSのグレードが登場した。両方のグレードはほぼ同じであったが、LSは4ドア専用として登場した。GSパッケージは外観にこだわったパッケージで、LSパッケージはパワーウィンドウ、キーレスエントリー、外部テンキー、その他の高級トリムタッチなどの高級装備を提供した。ステーションワゴンは、GSまたは木目調のビレッジ（フォード・スクワイアステーションワゴンのマーキュリー版）のいずれかで提供された。
ベネズエラでは、1983年から1986年まで、フォックス・プラットフォームのクーガーをフォード・クーガーブロアムの4ドアセダンとして販売した。5代目のセダンから派生したフォードバッジ付きのクーガーブロアムは、1983年から1986年のマーキスのフロントとリアのフェイシアで製造された。

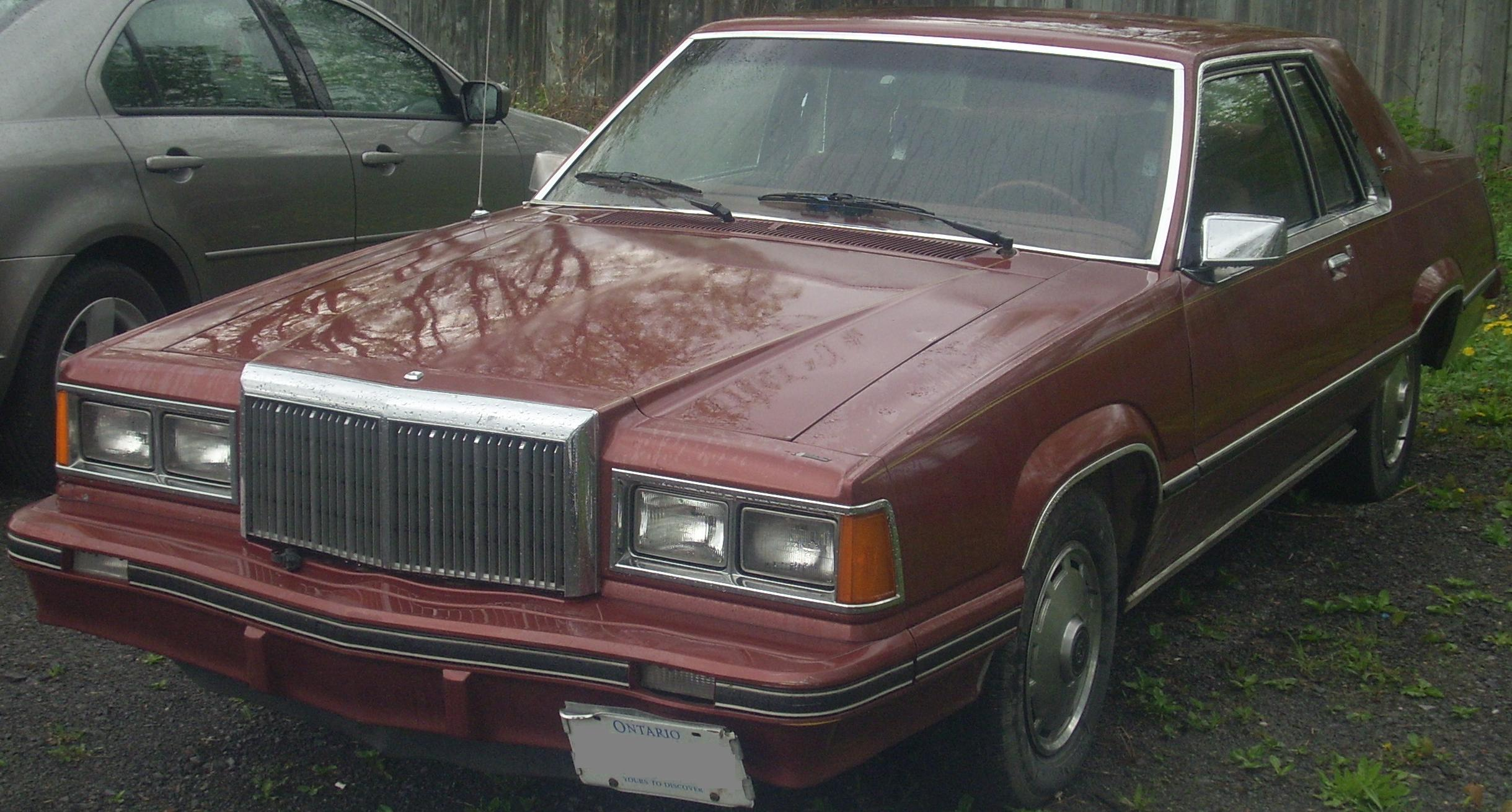
1980年 - 1982年 クーガー XR-7（標準ルーフライン）
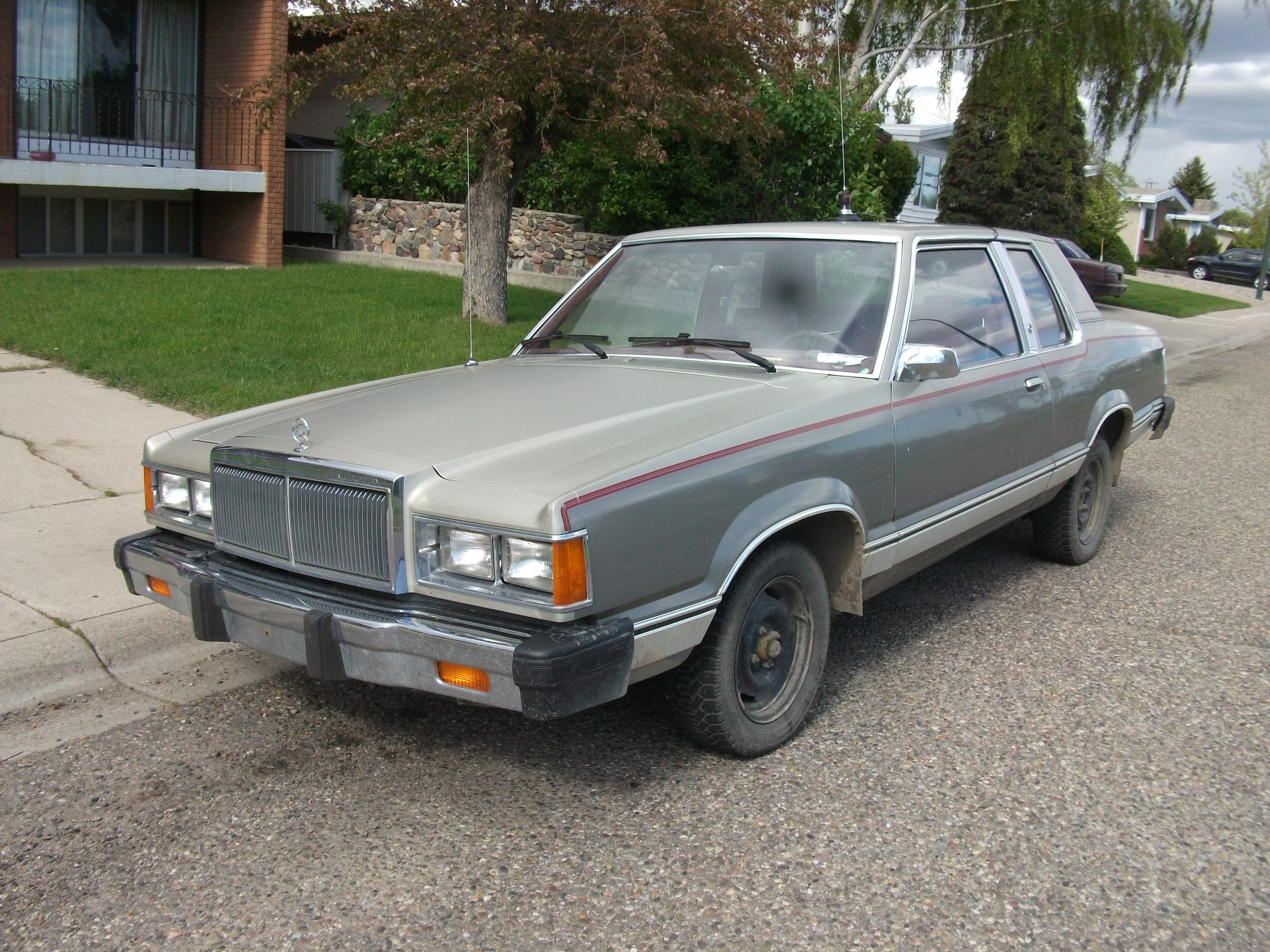
1981年 クーガー2ドア
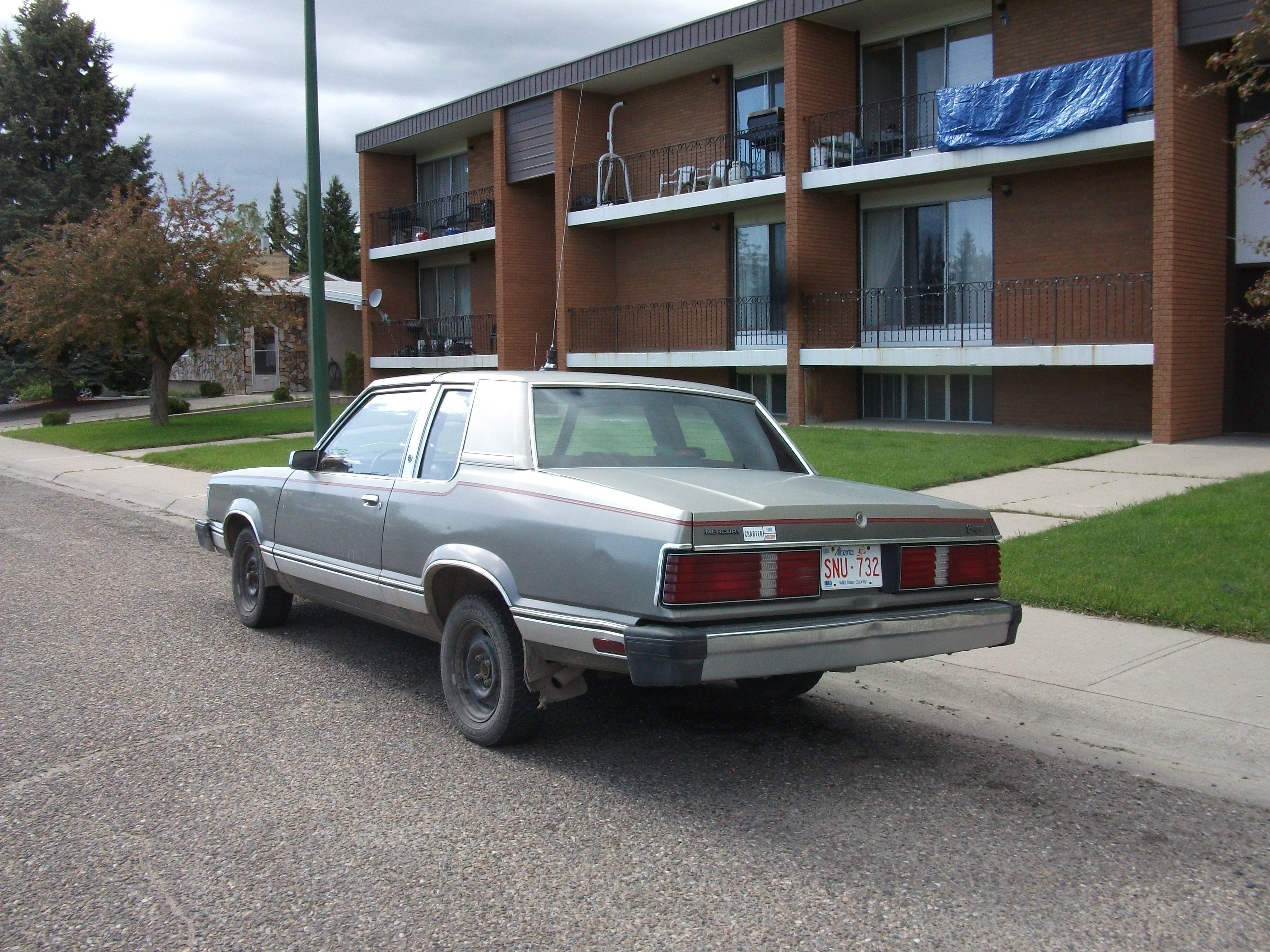
1981年 クーガー2ドア
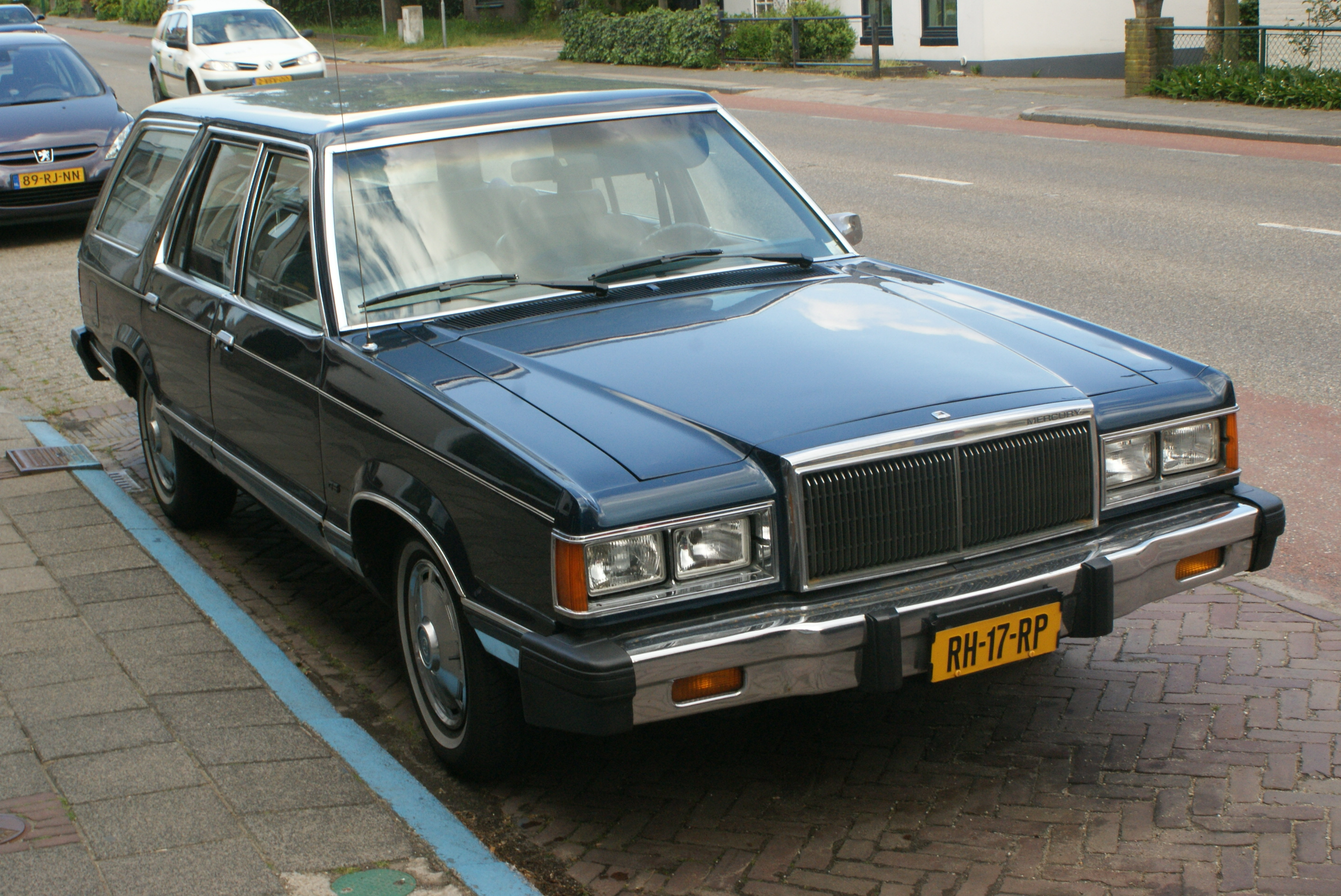
1982年 クーガーワゴン（標準グレード）

### 生産台数
| 年式 | 生産台数 |
| ---- | -------- |
| 1980 | 58,028   |
| 1981 | 90,928   |
| 1982 | 73,817   |
| 合計 | 222,773  |

## 6代目 (1983年 - 1988年)
6代目は5代目のフォックスプラットフォームから派生したものの、クーガーXR-7の後継モデルとして機能し、1970年代初頭の（サンダーバードに対応する）「高級スポーツクーペ」のポジションに回帰した。マーキュリー内では、クーガーはカプリの上と2ドアのグランドマーキーの下のポジションとなった（どちらもクーガーの生産中に製造中止となる）。
1983年のモデルチェンジは、フォードとマーキュリーブランドのモデル範囲の大規模な改訂の一部として行われた。マーキュリーでは、中型セダンのマイナーチェンジが行われ、以前のクーガーセダン/ワゴンはマーキスのネームプレートを採用した（1983年にはフルサイズのグランドマーキスが明確なモデルラインになった）。登場当初はベースモデルと上級グレードのLSのみでXR-7がラインナップになかったが、1984年にはサンダーバードと同じ直列4気筒SOHCターボエンジンを搭載して復活した。
モデルセグメントの変化に伴い、6代目のクーガー（およびサンダーバード）は、アメリカの自動車で初めて空気力学を重視した設計を大規模に取り入れた。ちなみに、クーガーおよびサンダーバードは、コンピューター支援設計(CAD)を使用して開発された最初のフォード車である。1983年のクーガーは、1982年のクーガーXR-7よりも流線型になっており、抗力係数を0.50から0.40に減らした。1987年には、抗力係数を0.36に減らし、追加の空力的改善を伴うマイナーチェンジが行われた。

### シャシー
6代目クーガーは、5代目からの後輪駆動のフォード・フォックスプラットフォームを踏襲した。ホイールベースは104 in (2,642 mm)にダウンサイジングされ、マクファーソンストラット/Aアーム式フロントサスペンション、フロントとリアにそれぞれ装備されたアンチロールバー + 4リンクコイルスプリングソリッドリアアクスルなど、シャシーの基本はほとんど変更されていない。
先代同様、14インチホイールとタイヤが標準装備され、オプションでミシュランTRXタイヤとメートルサイズのホイールが設定された（サンダーバード、カプリ/マスタングと共通）。1985年、15インチホイールがXR-7のオプションに設定された。

#### パワートレイン
1983年の発売では、6代目クーガーは先代からの120馬力の3.8L V6エンジンを標準搭載した。また、130馬力の4.9L V8エンジンがオプションとして復活した。1986年、V8エンジンはシーケンシャル燃料噴射に変更され、出力は150馬力に増加した。 1988年には、3.8L V6エンジンにマルチポート燃料噴射装置が搭載され、出力は140馬力に増加した。4.9L V8エンジンは155馬力に再調整された。
1984年から1986年まで、XR-7は2.3L直列4気筒ターボエンジンを搭載していた。サンダーバードターボクーペと共通のエンジンは、オートマチックトランスミッションと組み合わせて145馬力（マニュアルトランスミッションで155馬力）を発生した。1987年、XR-7はターボチャージャー付きエンジン（および5速マニュアルトランスミッション）を廃止し、4.9 L V8を採用した。
2.3L直列4気筒エンジンには5速MTが組み合わされた。3速オートマチックトランスミッションはオプション設定。3.8L V6エンジンは3速オートマチックと組み合わされた。4速オーバードライブオートマチックはオプション（4.9L V8の唯一のトランスミッション）として用意された。1987年と1988年には、3.8Lと4.9Lの両方のエンジンに4速AODトランスミッションが取り付けられた。

### ボディ

#### エクステリア
6代目クーガーのエクステリアデザインは、5代目クーガーの登場に対する市場のネガティブな反応に大きく対応してデザインされた。共通のシャシーを維持しながら、デザイナーの主な目的は、サンダーバードとクーガーの視覚的な差別化を最大化することであった。生産コストを削減するために、2つのモデルラインは、フロントバンパーとリアバンパー、両方のドア、フロントガラス、ボンネット、フロントフェンダーなどの外装ボディパーツを共有した。サンダーバードがファストバックルーフラインを採用したのに対し、クーガーはほぼ垂直のバックライトを備えたノッチバックルーフラインを採用しており、上向きのリアサイドウィンドウが特徴である。
生産中、6代目クーガーは複数回外観が変更された。1984年、ボンネットの飾りはフラットフードのエンブレムに置き換えられた。1985年、ウォーターフォールスタイルのグリルは（メルセデス・ベンツに似ている）卵箱のデザインに置き換えられた。赤いテールランプレンズはダークグレーのデザインに置き換えられた。1986年は、センターリアブレーキライト(CHMSL)と電動ムーンルーフが追加された。そして、クーガーはベントウィンドウ付きで利用可能であった。
生産20周年を記念して、クーガーは1987年にビッグマイナーチェンジが行われた。当初は1986年モデルで予定されていたが、ほぼすべての外装パネルが変更された。ルーフラインを視覚的に伸ばすために、ほぼフラットなリアガラスの代わりに複合湾曲したリアウィンドウが採用され、リアクォーターウィンドウは再設計された（フロントガラスの角度と反比例するカーブなど）。サンダーバードとのモデルラインをさらに区別するために、1987年のクーガーは独自のグリル（大きな「猫」エンブレム付き）、フロントバンパーカバー、および異形ヘッドランプを適用した。マスタングGTと共有されたクーガーは、新しい15インチホイールを受け取り、1988年の標準合金ホイールデザインになった。1988年、クーガーの外装は変更されず、いくつかの単色塗装オプションが導入された。

#### インテリア
6代目クーガーは生産コストを下げるために先代のクーガーXR-7のインテリアパーツを引き継ぐ必要があった。アナログインストルメントパネルが標準装備され、デジタルインストルメントパネルもオプション設定された。1984年、ステアリングコラムが再設計され、ホーンコントロールがステアリングホイールに戻った。XR-7の導入の一環として、モデルはタコメーターとターボチャージャーブーストゲージを含むインストルメントパネルを導入した。1985年、インテリアは新しいドアパネルとダッシュボードで完全に再設計された。リアシートのデザインを一新し、乗車定員を5名（フルレングスコンソール付き4名）に拡大した。標準のインストルメントパネルは、アナログのセカンダリゲージを備えたデジタルスピードメーターであった。フルデジタルのインストルメントパネルはオプションとして設定された（XR-7にはフルアナログのインストルメントパネルが与えられた）。
1987年モデルでは、クーガーのインテリアはほとんど変更されず、XR-7はフルデジタルダッシュボードを標準装備として採用した。1988年にXR-7にアナログダッシュボードが復活した。ブースト計の削除とともに、タコメーターは低回転V8エンジンに変更された。

### グレード
6代目クーガーは、先代のグレード命名法を継承し、ベースグレードにクーガーGS、ラグジュアリーグレードにクーガーLS、高性能バージョンにクーガーXR7を採用。GSグレードは主に内部目的で使用され、広告ではそのラインナップを完全に取り下げた。1987年、クーガーを高級市場に移動するために、クーガーLSが標準グレードになり、V6とV8の両方のエンジンが利用可能になった。
1984年、XR-7は1年ぶりに復活した。サンダーバード・ターボ・クーペの対抗モデルであるXR-7は、パフォーマンス重視のサスペンション、ターボチャージャー付き2.3Lエンジン（ターボクーペおよびマスタングSVOと共通）、ブラックアウトされたウィンドウトリム、フルアナログ計器類を装備していた。1987年、クーガーXR7とサンダーバード・ターボクーペとのさらなる区別化を図るため、直列4気筒ターボエンジンは4.9Lの「ウィンザー5.0インチ」V8エンジンに置き換えられ、標準の4速オートマチックエンジンも搭載された。

#### 20周年記念モデル
1987年モデルでは、マーキュリー20周年記念モデルとしてマーキュリー20周年記念クーガー（Mercury 20th Anniversary Cougar）が製造された。クーガーLSから派生した20周年記念クーガーは、ほぼ単色の外装（ミッドナイトスモークモールディングを備えたカベルネレッド）で製造された。ホイール、すべてのバッジ、通常のクロームトリムは24Kゴールドで仕上げられ、ゴールドトリムのCピラーエンブレムが付いている。トランクには（機能しない）ラゲッジラックが取り付けられた。
20周年記念クーガーには、4.9L V8、クワッドリアショック（XR7から派生）を備えたスポーツハンドリングサスペンション、および15インチ合金ホイール（マスタングGTと同じもので、ゴールド塗装）が含まれていた。リミテッドスリップリアアクスルに加えて、提供された唯一のオプションは、パワームーンルーフ、パワーアンテナ、イルミネーションエントリー、キーレスエントリー、オートエアコン、およびエンジンブロックヒーターが含まれた。
マーキュリーは合計で5,002台の20周年記念クーガーを生産した。内800台はカナダ向けに予約された。

### 生産台数
| 年式 | 生産台数 |
| ---- | -------- |
| 1983 | 75,743   |
| 1984 | 131,190  |
| 1985 | 117,274  |
| 1986 | 135,904  |
| 1987 | 105,847  |
| 1988 | 113,801  |
| 合計 | 679,759  |

## 7代目 (1989年 - 1997年)
1988年12月26日、7代目クーガーが1989年モデルとして発表された。1984年の第2四半期から、10代目サンダーバードと対になる形で開発された2台の車両は20億ドルで再設計されており、同じ価格帯を維持しながら、より高価格帯に属するクーペ（BMW・6シリーズ、メルセデス・ベンツ・560SEC、ジャガー・XJS）に匹敵するハンドリング性能を目標としていた。
1989年のデビュー時、クーガーはマーキュリー部門のフラッグシップクーペとして販売された。マーキュリーが1990年代にモデルラインを見直したため、クーガーはマーキュリー部門が提供する唯一の2ドアモデルとなった。市場の需要が大型の2ドアクーペから離れるにつれて、マーキュリー・クーガーとフォード・サンダーバードは1997年モデルで生産終了となり、1997年9月4日に最終モデルが生産された。

### シャシー
7代目はフォード・MN12プラットフォームを採用した。これはクーガーとサンダーバード用に特別に設計されたもので、後輪駆動のレイアウト設計に特化した造りとなっている。エクステリアのフットプリントはごくわずかだが、ホイールベースは9 in (229 mm)拡大され、560SECよりも長い113 in (2,870 mm)になった。
MN12のシャシーデザインの中心となったのは、ライブリアアクスルの代わりに4輪独立懸架サスペンションを採用したことである 。フロントはショートアーム/ロングアームのダブルウィッシュボーン式サスペンションを採用。加えて、クーガーには4輪アンチロックディスクブレーキがオプションとして用意されていた（クーガーXR7には標準装備） 。
7代目にフルモデルチェンジしてから当初は3.8L V6エンジンのみが搭載された。クーガーやサンダーバードにV8が採用されなかったのは、これが初めてのことである。その理由としては、MN12の低いボンネットラインが原因で、4.9 LのV8エンジンが収まらなかったためである。そのため、V6エンジンのラインナップには140 hp (104 kW; 142 PS)の自然吸気エンジンが用意され、XR7には210 hp (157 kW; 213 PS)のスーパーチャージャー付きエンジン（2.3 L直列4気筒ターボエンジンの後継機）が搭載された。自然吸気のV6エンジンには4速ATが組み合わされ、スーパーチャージャー付きV6には5速マニュアル(オプションでオートマチック)が用意された。
1991年には、最高出力200 hp (149 kW; 203 PS)を発生するウィンザー5.0が導入された。このエンジンを取り付けるべく、ボンネット下の十分なクリアランスを確保するために、再設計されたインテークマニホールドが採用された。クーガーLSのオプションとして提供されたV8は、XR7のスーパーチャージャー付きV6に取って代わり、同時に5速MTがラインナップから削除された。1993年に予定されていた1994年型クーガーは、オーバーヘッドバルブの4.9 L V8から、最高出力205 hp (153 kW; 208 PS)の4.6 L SOHC V8（マーキュリー・グランドマーキスと同じエンジン）に変更された。

### ボディ
6代目のクーガーが市場で成功を収めたため、1989年の再設計は先代のキープコンセプトとしつつ、以前のデザイン要素の多くを最新のテイストにアレンジしたものとなった。直立したノッチバックのルーフラインは大幅な見直しが行われ、物議を醸した先代のアップスイープクォーターウィンドウは廃止された。プロポーションは異なるが、ラップアラウンドヘッドランプとテールランプはマーキュリー・セーブルと同様のものが組み込まれた。寸法上での変化は、ホイールベースを長くした結果、リアのオーバーハングが短縮された。MN12シャシーの開発中、フォードのデザイナーはクーガーとサンダーバードの差別化を図ろうとした。フェンダーとドアは2台で共通であるが、先代と比べると一見そっくりなように見えるものの、実際に目に見える部分の共有は少なくなっている。
幅広のMN12シャシーへの移行の一環として、クーガーは再び5人乗りとなった（1982年以来初めて）。インテリアが広くなった結果、すべてのクーガーには、床置きシフター付きのセンターコンソールが装備された。前世代に続いて、LSグレードにはデジタル計器が取り付けられた。クーガーXR7にはアナログインストルメントパネルが装備された。当初はデュアルエアバッグで発売される予定だったが、コスト超過と市場の需要により、受動的拘束要件を満たすために自動シートベルトの使用が必要になった。1994年、インストルメントパネルがトーラス/セーブルに類似したものに再設計され、センターコンソールにカップホルダーが追加された。その代わりにカーテシーランプ、アンダーフードライト、グローブボックスライトなど、いくつかのアイテムが取り除かれた。
7代目のクーガーは、その生産中に何度か改良が加えられた。1991年、クーガーはヘッドランプ、テールランプ、フロントバンパーを刷新し、若干のフェイスリフトを行った。フェイスリフトされたモデルかどうかは、より小さなグリル（1989年 - 1990年生産型はヘッドランプの上に伸びている）によって判別できる。1994年の2回目のフェイスリフトでは、グリル、テールランプの変更、およびサイドモールディングの簡素化が見られた。インテリアもこの時に見直され、ラップアラウンドスタイルのインテリアを備えたデュアルエアバッグが装備された。1996年、クーガーはフロントバンパーカバーとグリルを除いて、フロントフェイシア全体をサンダーバードと共通化する大幅なスタイル変更が行われた。ボディサイドには幅広のボディカラーのクラッディングが施された。

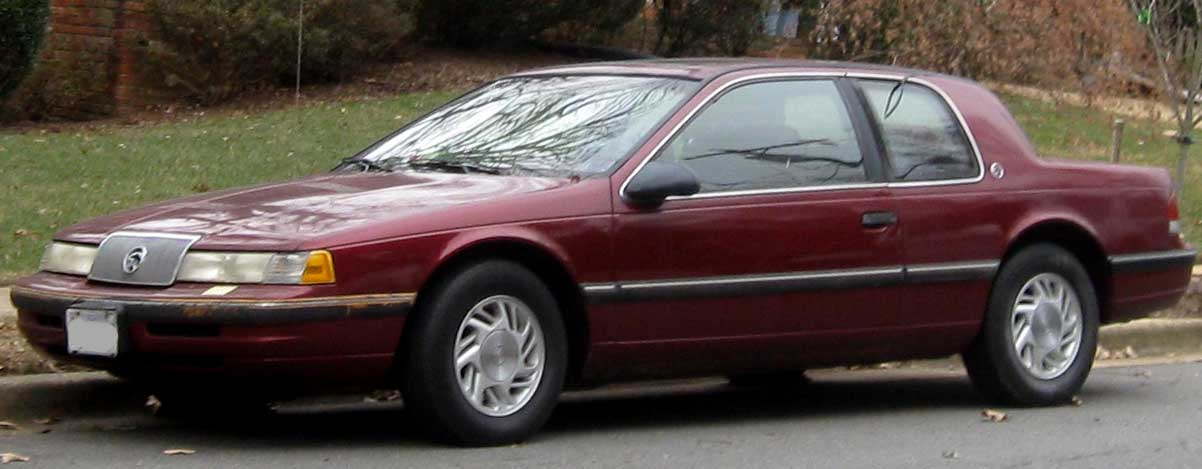
1989年 - 1990年 クーガーLS
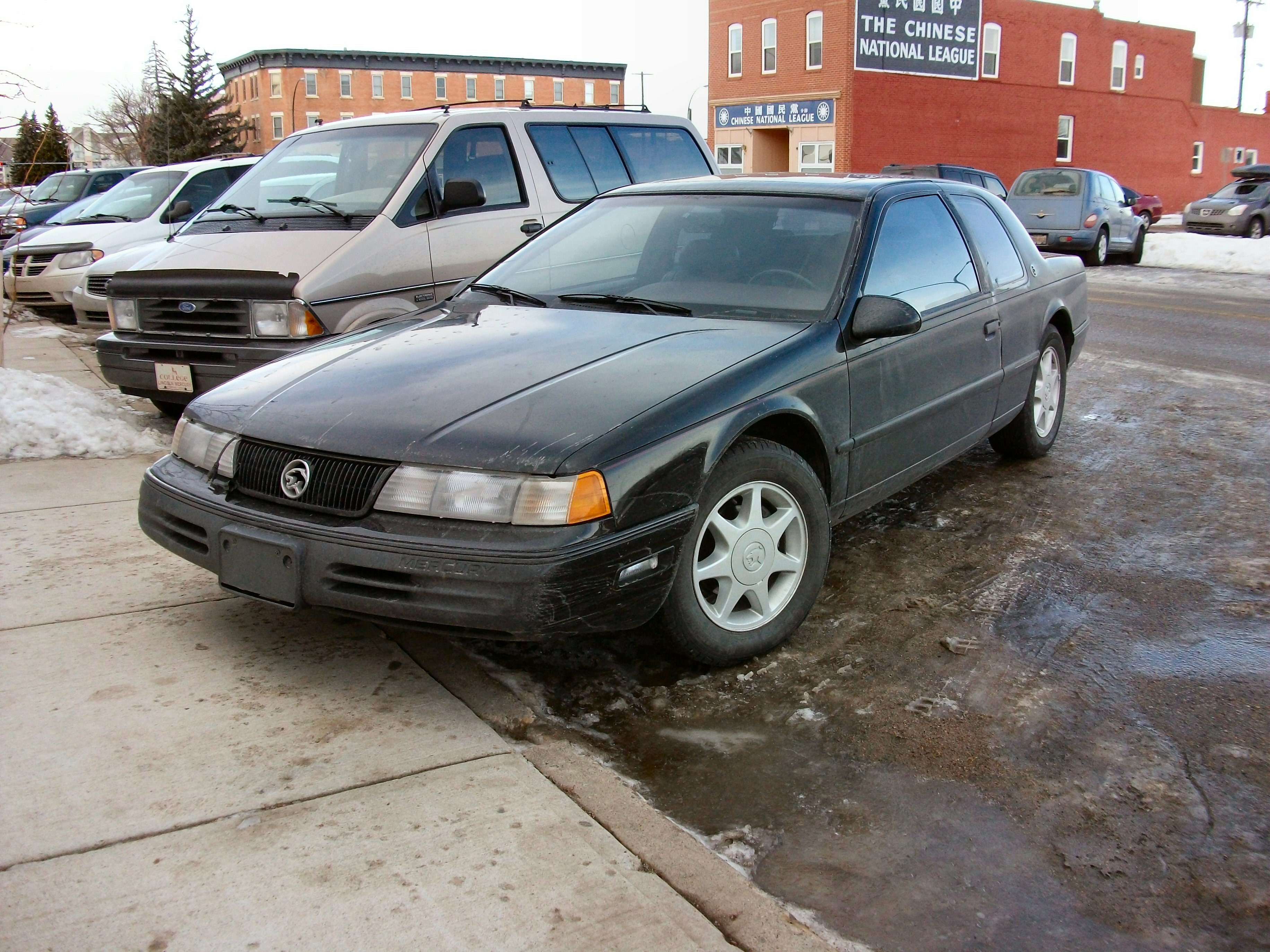
1991年 クーガーXR7
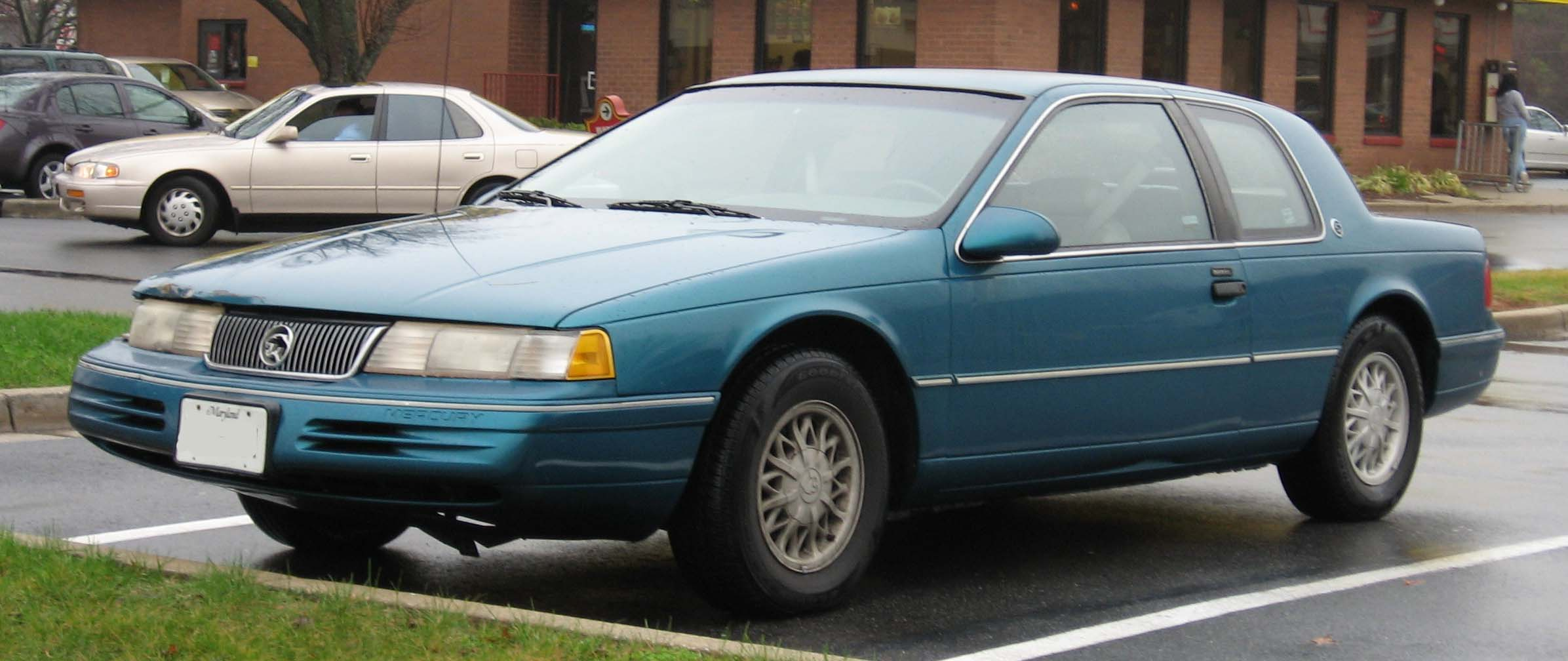
1993年 クーガーXR7
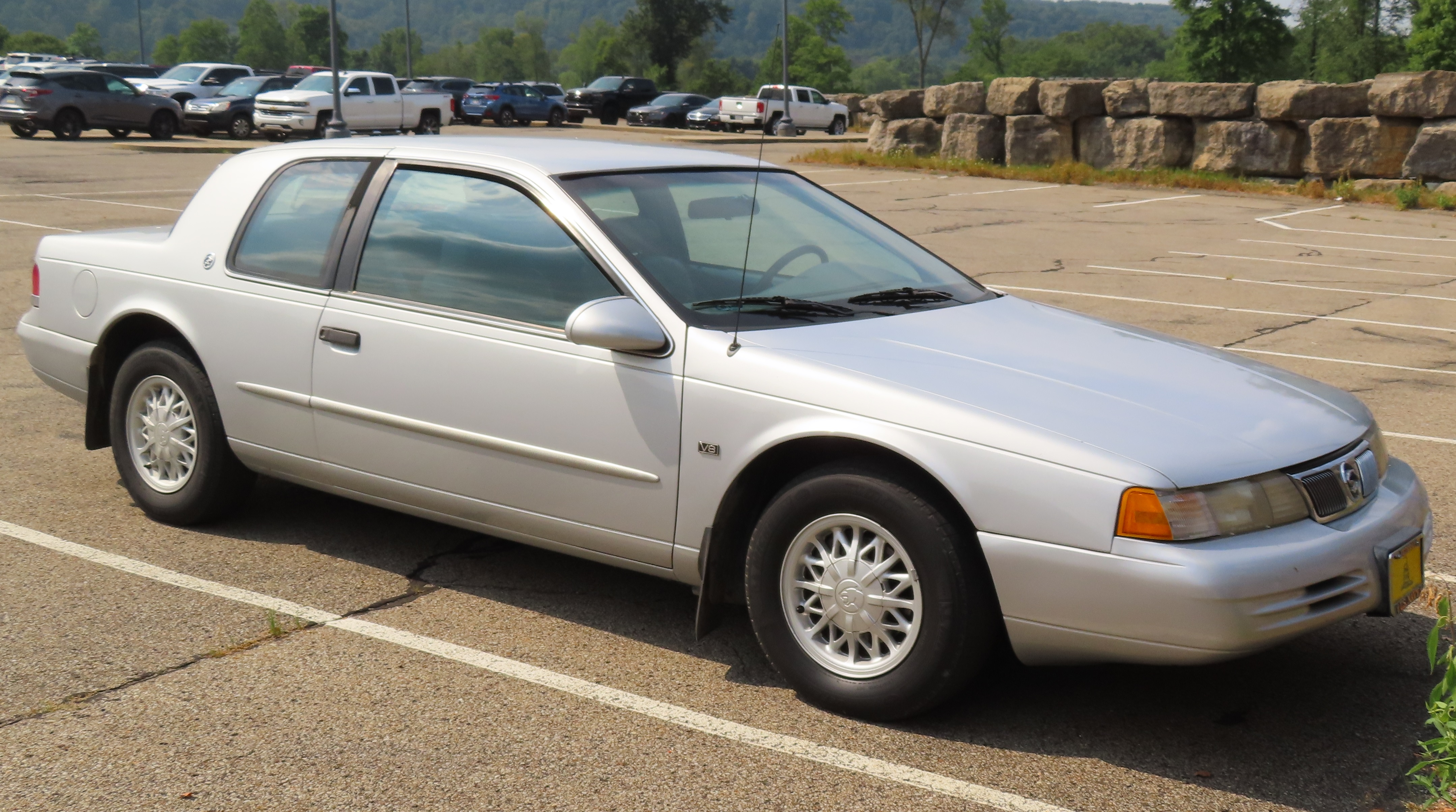
1995年 クーガーXR7
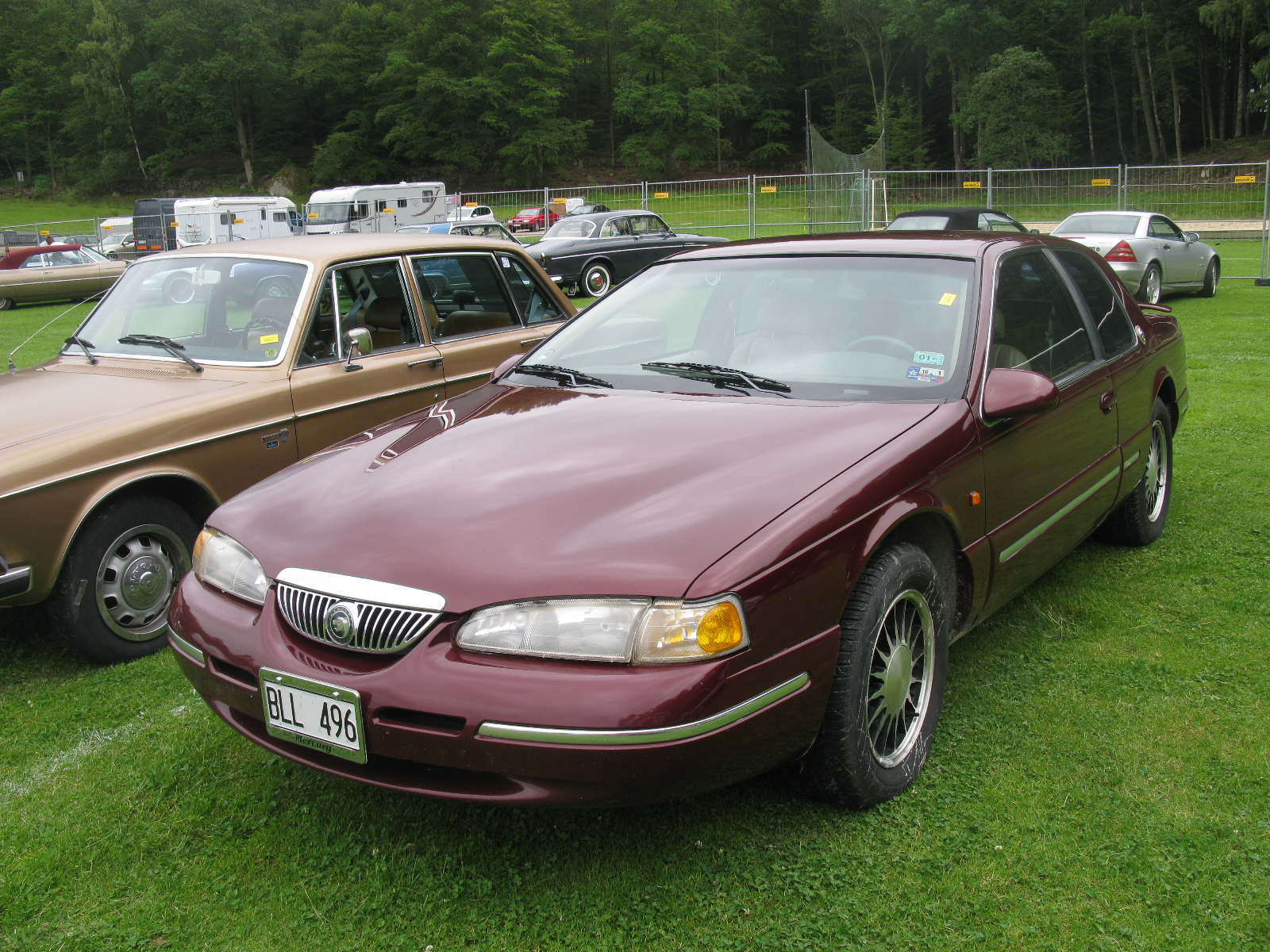
1997年 クーガー30周年記念仕様車
1997年 クーガーXR7 Sport

### グレード
グレードは発売当初から同じラインナップとなっており、LSはラグジュアリーで便利な機能、XR7はパフォーマンスとハンドリングを重視していた。外観的には、LSにはクロームウィンドウトリムが与えられ、XR7はブラックウィンドウトリムでほぼ単色だった。ハンドリング性能を最適化するために、XR7には多くのモデル固有の機能が搭載されていた。最高出力210 hp (157 kW; 213 PS)のスーパーチャージャー付きV6エンジン（1991年に5.0 L V8に変更）に加え、XR7には4輪アンチロックディスクブレーキ、電子制御式ハンドリングサスペンション、16インチアルミホイール、5速マニュアルトランスミッションが装備された。XR7をLSと区別するために、このモデルにはスポーツシート、2本スポークのスポーツステアリングホイール、およびアナログ計器が装備されていた。
1993年、マーキュリーはクーガーのモデルラインを改訂し、XR7を唯一のグレードとし、LSと単色のスポーツ指向のXR7を廃止した（フォード・サンダーバードとの重複を一部排除した）。1993年のXR7は、先代のLSの装備の多くを踏襲し、クロームエクステリアトリムと標準のデジタルインストルメントクラスターを採用し、4輪ディスクブレーキがオプションとなった。以前のLSとは対照的に、1993年のXR7はV6とV8の両方のエンジンが選択できた。
XR7のLSと両バージョンと並行して、クーガーの限定版がいくつか生産された。1992年、マーキュリー・クーガーの25周年を記念して、25周年記念仕様車がオプションパッケージとして設定された(ほぼXR7モデル限定)。15インチのBBS合金ホイールを装備し、すべての個体は黄褐色のインテリアで緑色に塗装された（緑のカーペット付き）。その他の装備には、モデル専用のトランクリッドとCピラーのバッジ、イミテーショントランクリッドラゲッジラックが含まれていた。1997年、マーキュリー・クーガーの30周年を記念して、マーキュリーは30周年記念のマーキュリー・クーガーXR7をオプションパッケージとして生産した。リンカーンマークVIIIと同じホイールによって区別され、30周年記念仕様車はモデル固有のCピラーエンブレム、刺繍されたシートとフロアマットのエンブレムを特徴としていた。オプションには、所有者に発送される記念品も含まれていた。約5,000台の25周年記念クーガーと5,000台の30周年記念クーガーが生産された。

### 生産台数
| 年式 | 生産台数 |
| ---- | -------- |
| 1989 | 97,246   |
| 1990 | 76,467   |
| 1991 | 60,564   |
| 1992 | 46,928   |
| 1993 | 79,700   |
| 1994 | 71,026   |
| 1995 | 60,201   |
| 1996 | 38,929   |
| 1997 | 35,267   |
| 合計 | 566,328  |

## 8代目 (1999年 - 2002年)
1990年代半ばまでに、フォードのエンジニアは3代目のフォード・プローブの設計作業を完了した。1998年モデルの発売を予定していた新型プローブは、マツダ・MX-6からフォード・コントゥアと共通のプラットフォームにデザインを変更した。1997年モデルの終わりに、フォードはクーペの大幅な合理化を発表し、サンダーバードとプローブを廃止した。リンカーン・マーキュリーはクーガーとリンカーン・マークVIII（後者は1998年以降）を廃止した。1999年型フォード・マスタングと新型フォード・エスコートZX2のスペースを確保するため、コントゥアベースのプローブは生産を継続した。その後フォードはリンカーン・マーキュリー部門に車両を移管し、マーキュリー・クーガーの名称を採用した。
1998年モデルを飛ばして、マーキュリーは1998年のロサンゼルスオートショーで1999年モデルの8代目マーキュリークーガーを発表した。フォード・プローブの後継車として、初の前輪駆動車となり、2ドアのパーソナル・ラグジュアリー・クーペから3ドア・スポーツ・コンパクトへと市場セグメントをシフトさせ、1986年のマーキュリー・カプリ以来となるマーキュリー・スポーツ・ハッチバック・クーペを投入した。
ヨーロッパとオーストラリアではフォードブランドで販売されていたが、8代目マーキュリー・クーガーは、1991年から1994年にかけてのカプリ以来、北米では直接のフォードモデルに相当するラインナップがない最初のマーキュリー車となった。
8代目クーガーはZX2と同様に若い購入者向けに販売されていて、当初は販売台数で先代を上回っていたが、マーキュリーモデルラインのセダン（セーブルとグランドマーキス）との販売競争に苦戦した。クーペはリンカーン・マーキュリーのディーラーで数十年にわたって提供されていたが、クーガーのスポーツコンパクトセグメントへの移行は、マーキュリーのショールームに若いバイヤーを引き付けるとともに、新車購入者に高級車を販売することに精通している営業担当者にとって課題となった。
2002年、フォードはモデルラインの更なる再編を発表し、クーガー、マーキュリー・ヴィレッジ、リンカーン・コンチネンタル、フォード・エスコートの最終年となった。フォード・コントゥア/マーキュリー・ミスティーク（フォード・モンデオMkII）は2000年に生産を終了し、クーガーは2年分長生きした。モデルラインの見直しの一環として、モンデオのプラットフォームは2013年型フォード・フュージョンと統合されるまで北米では使用されなくなった。クーガーは、事実上、ドナー・プラットフォームなしで取り残された。
最後のマーキュリー・クーガーは2002年8月9日に組立ラインから出荷された。生産終了後、マーキュリーのモデルラインからは2006年のマーキュリー・ミラノまで4気筒エンジンを搭載した車を提供しなかった。

### パワートレイン
1999年から2002年にかけてのクーガーには、125 hp (93 kW; 127 PS)の2.0 L Zetec直列4気筒エンジンと、170 hp (127 kW; 172 PS)の2.5 L Duratec V型6気筒エンジンの2種類が用意された。また、マニュアルのフォードMTX-75トランスミッションまたはオートマチックのフォードCD4Eトランスミッションと組み合わせられた（アメリカではどちらのエンジンでも利用可能だったが、直列4気筒エンジンとATの組み合わせは非常にまれであり、その仕様はおそらく500台のみが製造された）。
クーガーには2つの高性能グレードのコンセプトも用意された。1台は「エリミネーター」と呼ばれ、アフターマーケットの部品で作られたスーパーチャージャー付きのエンジンを搭載したものである。もう1台は新しいボディワーク、四輪駆動、3.0L Duratecエンジンを搭載した「クーガーS」と呼ばれるものである。
特にクーガーSがマスコミで注目されたが、本質的にはコントゥアSVTのエンジンを搭載したクーガーだった。ただし、このバージョンは製品化されることはなかった。また、ヨーロッパではフォード・クーガーST200として販売される予定だった。

### ボディ
8代目のクーガーはフォード・コントゥア/マーキュリー・ミスティークに導入されたフォードCDW27のワールドカー・プラットフォームを共有し、独立懸架マルチリンクサスペンションで設計された。そしてクーガーの歴史上、最初の前輪駆動車であるハッチバッククーペであり、ヨーロッパで販売された双子のフォード・クーガーを除けば、フォードブランドの車と共有されていない独自のボディを持つ最初のものだった。ちなみにフォード・クーガーとの相違点は、フォード・ブルー・オーバルのバッジが付いたことを除いて、フォードとマーキュリーのどちらの車両も基本的に同じである。ただし、輸出仕様は左ハンドルと右ハンドルの両方で製造され、クリアマーカーライトレンズ（琥珀色のそれに代わるもの）と琥珀色のリアウインカーもある。
ボディデザインは、フォードが「ニューエッジ」と名付けたデザインを採用しており、有機的なアッパーボディラインと下部のシャープで凹んだ折り目を組み合わせている。クーガーのボディとニューエッジのアイデアは、1997年にマーキュリー・MC2と呼ばれるコンセプトとして導入され、ヨーロッパで販売されたフォード・プーマの大型版としても見られるものだった。
クーガーには以下のペイントとグレードが用意された。
- スペシャルエディション（2000年モデル）：ジンクイエロー、シートにイエローのステッチが入ったレザーインテリア
- C2（2001-2002年モデル）：フレンチブルー、シルバーフロスト、バイブラントホワイトのいずれかで塗装され、特別なブルーのインテリアアクセントが付いている。
- Zn（2001年モデル）：専用ジンクイエロー、専用Visteonフードスクープ、スポイラーが装着可能。
- XR（2002年モデル）：ブラックとレッドの専用シートとインテリアトリムを備え、インナースポークにブラックのアクセントが入った17インチシルバーホイールも装備されている。
- 35周年記念仕様車（2002年モデル）：レーザーレッド、フレンチブルー、サテンシルバー、ブラックで塗装された。ほとんどのモデルには、シートの中央部分にシルバーのレザーインテリアが付いていた。また、XRと同じ17インチのシルバーホイールが装着されるが、センタースポークにブラックペイントが施されていない。
- ラウシュエディション（1999-2000モデルイヤー）には主に白と銀のカラーバリエーションがあり、フロントバンパー、バック、サイドスカートなどのボディワークを備えたラウシュの名前で製造された。2年間の生産で合計112台が製造された。

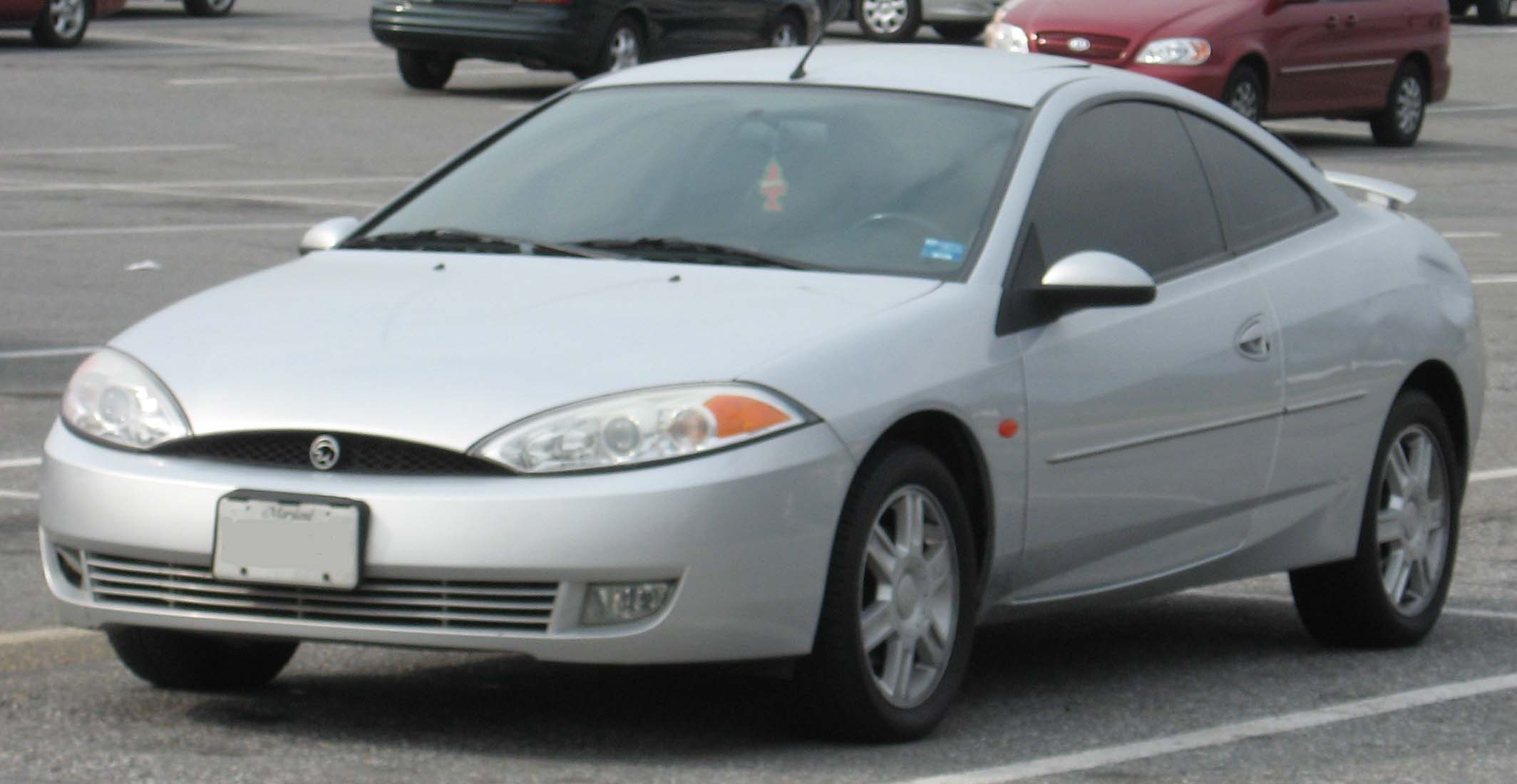
2001年 - 2002年モデル

2001年モデルでは、クーガーはヘッドライト、フロントとリアのフェイシア、インテリアトリムが変更された。

### 生産台数
| 年式 | 生産台数 |
| ---- | -------- |
| 1999 | 88,288   |
| 2000 | 44,935   |
| 2001 | 25,044   |
| 2002 | 18,321   |

### 安全性能
米国道路安全保険協会（IIHS）は、1999年から2002年にかけて、マーキュリー・クーガーを評価したことはなかった。しかし、1995-2000年型コントゥア/ミスティークは構造的にクーガーと非常によく似ており、どちらもフォード・CDW27プラットフォーム上に構築されており、IIHSによる前面中程度のオーバーラップ衝突テストで「不十分」との総合評価が付いた 。
クーガーは、そのボディパネル、ブレース、フロアなどの多くが新しいボディ形状に合うように変更されていたが、伝えられるところでは、クーガーは側面衝突ビームによる側面衝突で強く、コントゥア/ミスティークよりも17%硬く、テストでは少なくとも、側面衝突に関しては乗客はクーガーで最大3倍安全である可能性があることを示唆している 。
米国運輸省道路交通安全局（NHTSA）の1999年 - 2002年モデル(クーペ)の衝突試験評価：
- ドライバー正面：
- 乗員正面：[98]
- ドライバー側面（エアバッグあり）：
- ドライバー側面（エアバッグなし）：[99]
- 後方乗員側面：

## レース活動
1967年、NASCARのレースカービルダーであるバド・ムーアは、フォード・モーター・カンパニーのファクトリーサポートを受けて、トランザム・シリーズにマーキュリー・クーガーで参戦した。ドライバーはダン・ガーニー、パーネリ・ジョーンズ、ピーター・レブソン、デビッド・ピアソン、エド・レスリー。しかし、ファクトリーサポートはシーズン終盤に終了し、マシンは消耗を見せ始めた。最終的に、マーキュリーはフォードに2ポイント差でチャンピオンシップを失った。
1968年、バド・ムーアは再びNASCARレースに参戦し、新たに結成されたグランド・アメリカン・シリーズに参戦した。ドライバーのタイニー・ルンドがシリーズを制し、チャンピオンを獲得した。1974年にクーガーがサンダーバードのプラットフォームに変更された後もレースに参戦した。デビッド・ピアソンと後にニール・ボネットを擁するウッド・ブラザーズ・レーシング・チームは、1980年シーズン後にボディスタイルが不適格になるまでこの車で成功し、いくつかの勝利を収めた。翌年（1981年）、NASCARが参加車両のサイズをより小型（ホイールベース110 in (2,794 mm)）にすることを義務付けたとき、以前のクーガーチームはサンダーバードに切り替えたが、サンダーバーズは市販車の実際のホイールベースがそれよりも短い104 in (2,642 mm)であったため、ホイールベースを6 in (152 mm)延長する必要があった。
1989年から1990年にかけて、リンカーン・マーキュリー・モータースポーツはIMSA GT選手権のGTOクラスに新しいボディスタイルのクーガーを投入した。両年ともチャンピオンを獲得し、チーム合計7回のマニュファクチャラーチャンピオンを獲得した。